# 私立恵比寿中学
私立恵比寿中学（しりつえびすちゅうがく）は、芸能事務所スターダストプロモーションに所属する女性タレントにより2009年に結成された日本の女性アイドルグループである。愛称はえびちゅうで、「永遠に中学生」を掲げた8人組グループ。
ももいろクローバーZ、超ときめき♡宣伝部などのグループと共にSTAR PLANET（通称：スタプラ）を構成する。

## 概要
グループ名の「恵比寿」はスターダストプロモーションの所在地である東京都渋谷区恵比寿に由来する。
架空の学校「私立恵比寿中学」として「永遠に中学生」というコンセプトを掲げているため、実際に中学校を卒業して高校生となったメンバーは「中学4年生」、「中学5年生」となり、中学生として進級すると解している。なお、自分の年齢から12を引いたものが自分の学年である。しかしその設定は曖昧で、常に忠実に設定を守っているグループではなく、またその設定のゆるさも特徴となっている。
2021年5月から新9人体制になって以降は「誰もが永遠に中学生」がコンセプトとして紹介されることも増えている。
私立恵比寿中学のファンはファミリー（えびちゅう（エビ中）ファミリー）、ライブは学芸会と呼ばれる。
ラジオ番組の形で「部活動」を行なっている（放送部、マネー部）。
初期の活動イメージは「King of 学芸会」だったが、近年はそれを自称する頻度が減っている。

## メンバー
メンバーには加入順を基本にして設定された「出席番号」があり、自己紹介などでは「出席番号○番、××（名前）」と名乗る。この出席番号はグループ結成以降何度か変更が行われているが、2011年12月の宮﨑れいな転校以降、転校したメンバーの出席番号は欠番扱いになっている。また、各メンバーには学年カラーとメンバーカラーが割り当てられている。当初は学校の設定を強調するため学年カラーの方が用いられることが多かったが、9thシングル『スーパーヒーロー』からはメンバーカラーが衣装のマントの色に採用されるなど、正式に広くメンバーカラーが使用されるようになった。なお、松野莉奈逝去後はグループ全体を推すいわゆる「箱推し」のカラーとして松野のメンバーカラーであった   青が公式グッズ等に用いられている。
平均年齢は21歳 + 233日（2025年8月18日現在）。
| 出席番号 | 名前       | よみ            | 生年月日（年齢）       | メンバーカラー | 出身     | 在籍期間        | 備考                   |
| -------- | ---------- | --------------- | ---------------------- | -------------- | -------- | --------------- | ---------------------- |
| 3番      | 真山りか   | まやま りか     | 1996年12月16日（28歳） | 紫             | 東京都   | 結成 -          | 当初よりグループ最年長 |
| 5番      | 安本彩花   | やすもと あやか | 1998年6月27日（27歳）  | 緑             | 東京都   | 2009年10月3日 - | 2代目MC担当            |
| 12番     | 中山莉子   | なかやま りこ   | 2000年10月28日（24歳） | 水色           | 東京都   | 2014年1月4日 -  |                        |
| 13番     | 桜木心菜   | さくらぎ ここな | 2005年9月14日（19歳）  | 赤             | 茨城県   | 2021年5月5日 -  |                        |
| 14番     | 小久保柚乃 | こくぼ ゆの     | 2007年3月20日（18歳）  | ライトグリーン | 愛知県   | 2021年5月5日 -  |                        |
| 15番     | 風見和香   | かざみ ののか   | 2007年8月25日（17歳）  | 白             | 東京都   | 2021年5月5日 -  |                        |
| 16番     | 桜井えま   | さくらい えま   | 2007年9月5日（17歳）   | ハニーオレンジ | 神奈川県 | 2022年10月1日 - |                        |
| 17番     | 仲村悠菜   | なかむら ゆな   | 2007年5月29日（18歳）  | ミルクティー   | 福岡県   | 2022年10月1日 - |                        |

### 元メンバー
| 出席番号 | 名前       | よみ            | 生年月日（年齢/死没日）                | 出身地   | メンバーカラー | 在籍期間                        | 備考                           |
| -------- | ---------- | --------------- | -------------------------------------- | -------- | -------------- | ------------------------------- | ------------------------------ |
| 1番      | 奏音       | かのん          | 1997年2月7日（28歳）                   | 東京都   | 制定前に転校   | 結成 - 2010年2月14日            |                                |
| 2番      | 宇野愛海   | うの なるみ     | 1998年3月19日（27歳）                  | 栃木県   | 制定前に転校   | 結成 - 2011年1月10日            |                                |
| 7番      | 矢野妃菜喜 | やの ひなき     | 1997年3月5日（28歳）                   | 兵庫県   | 制定前に転校   | 2010年2月14日 - 2011年4月17日   |                                |
| 10番     | 小池梨緒   | こいけ りお     | 1998年1月18日（27歳）                  | 東京都   | 制定前に転校   | 2010年5月22日 - 2011年6月7日    |                                |
| 2番      | 宮崎れいな | みやざき れいな | 1997年8月24日（27歳）                  | 埼玉県   | 制定前に転校   | 結成 - 2011年12月26日           | 初代リーダーで、唯一のリーダー |
| 1番      | 瑞季       | みずき          | 1997年2月27日（28歳）                  | 神奈川県 | 赤             | 結成 - 2014年4月15日            | 初代ダンス部長                 |
| 4番      | 杏野なつ   | あんの なつ     | 1997年7月12日（28歳）                  | 千葉県   | 黄色           | 2009年10月3日 - 2014年4月15日   | 初代MC担当                     |
| 8番      | 鈴木裕乃   | すずき ひろの   | 1998年3月24日（27歳）                  | 東京都   | 水色           | 2010年5月22日 - 2014年4月15日   |                                |
| 9番      | 松野莉奈   | まつの りな     | 1998年7月16日 - 2017年2月8日（18歳没） | 東京都   | 青             | 2010年5月22日 - 2017年2月8日    | 2017年2月8日逝去（卒業）       |
| 6番      | 廣田あいか | ひろた あいか   | 1999年1月31日（26歳）                  | 埼玉県   | 黄緑           | 2010年4月10日 - 2018年1月3日    |                                |
| 10番     | 柏木ひなた | かしわぎ ひなた | 1999年3月29日（26歳）                  | 千葉県   | オレンジ       | 2010年11月28日 - 2022年12月16日 | 2代目ダンス部長                |
| 7番      | 星名美怜   | ほしな みれい   | 1997年11月2日（27歳）                  | 神奈川県 | ピンク         | 2010年5月22日 - 2024年11月25日  |                                |
| 11番     | 小林歌穂   | こばやし かほ   | 2000年6月12日（25歳）                  | 埼玉県   | 黄色           | 2014年1月4日 - 2025年6月28日    | 秋田分校生徒会長               |

### 学年について
結成してからの数年間はメンバー全員が3学年に収まり、学校の設定を強調するため学年カラーが多く用いられていた。学年ごとに青→ピンク→緑の順で割り当てられ、3年で1サイクルする。
| 生まれた年度   | 学年 | 学年カラー | メンバー （旧メンバー）                                                       | 年度末の年齢 |
| -------------- | ---- | ---------- | ----------------------------------------------------------------------------- | ------------ |
| 1996年度生まれ | 中17 | 青         | 真山りか （奏音） （瑞季） （矢野妃菜喜）                                     | 29歳         |
| 1997年度生まれ | 中16 | ピンク     | （杏野なつ） （宮崎れいな） (星名美怜) （小池梨緒） （宇野愛海） （鈴木裕乃） | 28歳         |
| 1998年度生まれ | 中15 | 緑         | 安本彩花 （松野莉奈） （廣田あいか） （柏木ひなた）                           | 27歳         |
| 1999年度生まれ | 中14 | 青         |                                                                               | 26歳         |
| 2000年度生まれ | 中13 | ピンク     | （小林歌穂）中山莉子                                                          | 25歳         |
| 2001年度生まれ | 中12 | 緑         |                                                                               | 24歳         |
| 2002年度生まれ | 中11 | 青         |                                                                               | 23歳         |
| 2003年度生まれ | 中10 | ピンク     |                                                                               | 22歳         |
| 2004年度生まれ | 中9  | 緑         |                                                                               | 21歳         |
| 2005年度生まれ | 中8  | 青         | 桜木心菜                                                                      | 20歳         |
| 2006年度生まれ | 中7  | ピンク     | 小久保柚乃                                                                    | 19歳         |
| 2007年度生まれ | 中6  | 緑         | 仲村悠菜 風見和香 桜井えま                                                    | 18歳         |

## メンバー変遷
表中の略記は、実生活での学校種と学年（学生の場合）<S：小学校、C：中学校、K：高等学校、D：大学（例：C2＝中学2年）>
グループへの加入を「転入」、グループからの脱退を「転校」（卒業）と称す（一部例外あり）。
- 2009年8月4日に結成する[5]。結成時のメンバーは、奏音・瑞季・宇野愛海・宮﨑れいな・真山りかの5名。（5名）
- 10月3日に、杏野なつ・安本彩花が転入。(5+2=7名)[6]
- 2010年2月14日の「スタ☆フェス vol.009」にて、奏音の転校と矢野妃菜喜の転入が発表。(7-1+1=7名)
- 4月10日に廣田あいかが転入。(7+1=8名)
- 5月22日開催の「スタ☆フェス vol.010〜エビ50%増量記念ライブ 〜やれることは やりました 2010 in ISHiMARU 7F〜」にて、星名美怜・小池梨緒・鈴木裕乃・松野莉奈の転入が発表された。（8+4=12名）
- 11月28日に柏木ひなたが転入[注 3]。（12+1=13名）
- 2011年1月10日開催の「3B juniorのZEROからスタート 待ってろサンプラザ!!」を最後に宇野愛海が転校[注 3]。（13-1=12名）
- 4月17日開催の「スタフェス Vol.20」を最後に矢野妃菜喜が転校[注 4]。（12-1=11名）
- 6月7日付けのオフィシャルブログ「エビ中交換日記」にて、小池梨緒が学業優先のため転校していたことが発表された。（11-1=10名）
- 6月19日の都内イベント「タワレコ先生!2限目自習ですか?」にて、宮﨑れいなが初代リーダーに就任。
- 12月26日、宮崎れいなが転校し、芸能界から引退[注 5]。（10-1=9名）
- 2014年1月4日グリーンドーム前橋で行われたイベント「3Bjunior Live Final“俺の藤井”2014」にて、チーム大王イカの小林歌穂、中山莉子（かほりこ）の転入が発表された[7]。（9+2=11名）
- 4月15日に開催された「私立恵比寿中学合同出発式〜今、君がここにいる〜」を最後に瑞季・杏野なつ・鈴木裕乃が転校[8][注 6][注 7]。（11-3=8名）
- 2016年には、メンバー全員が高1（中学4年）以上となり、そのまま、秋に開催したコンサートツアーのタイトル「私立恵比寿中学秋ツアー2016〜エビ中って現役中学生一人も居ないグループなんだって！〜」になっている[9]。そして、真山が2016年12月16日に20歳の誕生日を迎えたため、初の20代の中学生が誕生した[10]。自称「お酒の飲める中学生」（「Rの法則」2017年5月31日放送分より）。
- 2017年2月8日に松野莉奈が致死性不整脈により急逝。以降、3月末まで連載の継続や追悼記事の掲載等があったが、新学期の始まりとともに公式HP上からメンバーとしての表記が無くなる（卒業/脱退）。（8-1=7名）
- 2018年1月3日の日本武道館公演を最後に、廣田あいかが転校[11][注 8]。（7-1=6名）
- 2019年には、メンバー全員が高校卒業者（中学7年）以上となり、2020年10月28日には、最年少の中山莉子が成人したため(当時の成人年齢)、メンバー全員が20歳以上となった。
- 2021年5月5日に、桜木心菜、小久保柚乃、風見和香の3名（ココユノノカ）の転入が発表された。（6+3=9名）[12]これにより、再び未成年のメンバーが所属することになり、5年ぶりに現役中学生が復活した。
- 2022年4月3日、柏木が12月での転校を表明[注 9]。
- 2022年10月1日、応募総数7000人の中からオーディションで選ばれた桜井えま・仲村悠菜（共に15歳）の新加入が発表される。本格的な活動開始は柏木の卒業後となる12月17日から。（9+2=11名）[注 10]
- 2022年12月16日の幕張メッセ公演をもって、柏木ひなたが卒業。（11-1=10名）
- 2024年11月25日、星名美怜が私立恵比寿中学との契約終了[13]。 (10-1=9名)
- 2025年6月28日の幕張メッセ公演をもって、小林歌穂が卒業[14]。 (9-1=8名)

### 新メンバーオーディション
- 2021年1月1日、私立恵比寿中学新メンバーオーディションの開催を発表した。コンセプトは「もっと、もっと、もっと、エビ中！」。2月28日まで募集し、一次、二次、三次審査を経て、メジャーデビュー記念日である5月5日に最終審査発表となる。
- 国内外から約7,000人の応募があり、書類による1次審査で選ばれた約50人が2次審査に参加した。2次審査は3月に実技を含む面談により行われ[15]、最終審査の合宿へは9人が参加することとなった[注 11]。
- 最終審査は「エビ中新メンバーオーディション合宿」として4月21日から24日かけて3泊4日の日程で実施された[16][17]。合宿の模様はニコニコ生放送で配信され、総視聴者数は30万人に達した[18]。
  - 最終審査に参加したメンバーは、リン（18）、ユノ（14）、アイカ（18）、ココナ（15）、ノノカ（13）、マイ（16）、リナ（13）、メイ（15）、モアナ（13）の9人[19]（下表参照）。
- 5月5日に配信した「メジャーデビュー9周年記念ライブ」の2部公演で、ユノ・ココナ・ノノカの3人が新メンバーとなることが発表された[注 12]。

| チーム           | メンバー                                 |
| ---------------- | ---------------------------------------- |
| マッスルチーム   | メイ（15）、リナ（13）、リン（18）       |
| ファイヤーチーム | ノノカ（13）、ココナ（15）、アイカ（18） |
| グリーンサラダ   | マイ（16）、モアナ（13）、ユノ（14）     |

- 2022年5月5日、前年に続き新メンバーオーディション開催を発表した[22]。コンセプトは「未確認中学生X」。6月10日まで募集し、一次、二次、三次審査、最終審査を実施した[23]。
- 応募総数約7,000人から最終審査の合宿へ選ばれた10人が参加することとなった[24][25]。
- 最終審査の結果、10月1日のニコニコ生放送にて桜井えま・仲村悠菜の2人が新メンバーとして転入することを発表した[26]。

| チーム         | メンバー                                             |
| -------------- | ---------------------------------------------------- |
| エッグガールズ | レミ（16）、エマ（14）、ミウミ（13）                 |
| チーム馬力     | ノノカ（22）、ユリア（13）、ルリ（14）               |
| おかゆチーム   | ユウカ（16）、カノリ（13）、ユナ（15）、カレン（13） |

## 愛称
愛称はえびちゅう（エビ中）である。2024年4月1日より公式愛称はえびちゅうである。
活動初期の『小中高一貫 ももえび学園』（2010年7月18日 - 2011年10月11日、エンタ!371）放送時には「えび中」の愛称を使用していた。この時期の楽曲「えびぞりダイアモンド!!」の歌詞の中でも「スターダストのえび中です!!」と「えび中」の愛称を使用していたが、この時期以降は公式愛称として長らく「エビ中」を使用していた。
配信シングル『Summer Glitter』の販促を始めた2023年7月23日からグループ公式Twitter(現 X)が愛称として「えびちゅう」も「エビ中」と共に使用しはじめ、「エビ中」と共に「えびちゅう」もグループ公式X(旧 Twitter)やメンバーの個人Xなどでタグ付けされるようになった。
2024年4月1日、グループ公式Xにおいて公式愛称を正式に「エビ中」から「えびちゅう」に変更するとメンバーから発表された。これに伴いグループ公式Xのアカウント名も「私立恵比寿中学（エビ中）」から「私立恵比寿中学（えびちゅう）」に変更された。ただし、これまでの愛称「エビ中」がお気に入りの人は「エビ中」をそのまま使用していても問題はなく、「エビ中」に付け加えて「えびちゅう」も併用して使ってもらえるとありがたいとメンバーからファミリー（ファン）に伝えられた。
2024年4月30日深夜より初めて「えびちゅう」表記を用いた冠番組『岩井 狩野 えびちゅうの推しかるちゃー』（毎日放送）が始まった。またレギュラー番組である『エビ中☆なんやねん』（MBSラジオ）が2024年5月より『えびちゅう☆なんやねん』に改題された。
2024年4月より公式愛称が「えびちゅう」となったが、2024年11月時点では私立恵比寿中学が各種メディアにおいて報道される際に見出しに使われる略称としては長年使われていた「エビ中」と表記されることが多い。

## 沿革
小目次: インディーズ - メジャーデビュー - 2013 - 2014（9人）- 2014（8人）- 2015 - 2016 - 2017 - 2018 - 2019 - 2020 - 2021（6人） - 2021（9人） - 2022（9人） - 2022（10人） - 2023 - 2024 - 2025（9人） - 2025（8人）

### インディーズ
- 2009年8月4日結成。結成当初は「キレのないダンスと不安定な歌唱力」をキャッチフレーズに家電量販店やショッピングセンターなどでの無料公演を中心に活動を行っていた。
- ももいろクローバー（現在のももいろクローバーZ）にも楽曲を提供している前山田健一が音楽主任教員に就任し[38]主要な楽曲を手掛けた以降、アッパーでクセのある楽曲やステージからのティッシュばら撒き、キョンシーやレディー・ガガ等をモチーフにしたメイクで踊るなどの一風変わったパフォーマンスがアイドルファンのみならずサブカルチャーを好む人達から支持を受け、「今、会えるサブドル（サブカルアイドル）」を称するようになった。
- 2010年2月14日、「スタ☆フェスvol.009」にて奏音が私立恵比寿中学を転校することが発表された。私立恵比寿中学から脱退者が出るのは奏音が初であった。出席番号の1番は瑞季に引き継がれた。
- 2011年4月10日、姉貴分であるももいろクローバーのコンサート「4.10中野サンプラザ大会 ももクロ春の一大事〜眩しさの中に君がいた〜」に出演した。
- 10月8日にShibuya O-EASTにて初のワンマンライブが開催された[39]。追加公演として同会場で開催された10月10日の後夜祭ライブ[40]を含めて3公演全てのチケットが完売した[41]。
- 12月4日、宮﨑れいなが12月26日のライブをもって転校することが発表され、転校後は9人体制での活動となる[42]。
- 2012年2月22日、デフスターレコーズから2012年5月5日にメジャーデビューすることが発表され[43]、2012年3月4日にラゾーナ川崎にてメジャー仮契約調印式を行い[44]、その席上で「私立恵比寿中学スプリングデフスターツアー2012 〜こりゃあ春からエビがいい!〜」の開催が発表された。
- 3月11日から5月20日までの間、4月1日に赤坂BLITZで開催されたワンマンライブ2公演[45]を挟んで11箇所21公演のライブツアーを行った[46]。以後、シングル曲発表に合わせてリリースイベントツアーが開催されるようになった。

### メジャーデビュー
メジャーデビュー時のメンバーは、瑞季、真山りか、杏野なつ、安本彩花、廣田あいか、星名美怜、鈴木裕乃、松野莉奈、柏木ひなたの9人。 

#### 2012年
- 5月5日、1stシングル『仮契約のシンデレラ』でメジャーデビュー。
- 7月1日、日本青年館にて私立恵比寿中学 ファーストコンサート「じゃあ・ベストテン」を開催[47]。
- 7月14日 - 9月16日、ツアー「私立恵比寿中学 サマーデフスター最強ツアー 2012 ～はじける汗の塩天国～」を開催[48]。
- 8月29日、2ndシングル『Go!Go!Here We Go!ロック・リー/大人はわかってくれない』を発売。アニメ『NARUTO -ナルト- SD ロック・リーの青春フルパワー忍伝』のエンディングテーマなどを収録。
- 11月4日 - 翌年1月20日、ツアー「ウィンターデフスター極上ツアー2012-2013 ～KING OF GAKUGEEEEKAI of チュウ of LIFE～」を開催[49][50]。
- 11月21日、インディーズベストアルバム『エビ中の絶盤ベスト〜おわらない青春〜』を発売。
- 12月15日、中野サンプラザにて私立恵比寿中学年忘れ大学芸会「エビ中のジャングル大冒険」を開催[51]。

#### 2013年
- 1月16日、3rdシングル『梅』を発売。
- 3月31日、コンサート 私立恵比寿中学「狂い咲きエビィーロード 〜終わりなき進級〜」を開催。
- 4月21日 - 6月9日、ツアー「私立恵比寿中学 スプリングデフスターとんでんツアー2013 ～チャンスは今だ!幸運期に乗ってよいこらしょ～」を開催[52][53]。
- 6月5日、4thシングル『手をつなごう/禁断のカルマ』を発売。アニメ『ポケットモンスター ベストウイッシュ』のエンディングテーマなどを収録。
- 7月24日、1stアルバム『中人』（ちゅうにん）を発売。
- 7月28日、第1回のファミえん、野外ライブ「エビ中 夏のファミリー遠足 略してファミえん in 河口湖 2013」を開催[54]。
- 9月22日 - 11月17日、ツアー「私立恵比寿中学オータムデフスターCOMECOMEツアー2013～ デラックス・ジャム・ジャンボリー・ネオ ～」を開催[55][56]。
- 11月20日、5thシングル『未確認中学生X』を発売。
- 12月8日には、メジャーデビューから1年7カ月でさいたまスーパーアリーナでコンサートを行い、スターダストプロモーションの先輩であるシドの持つメジャーデビューから2年の記録を5か月上回り、日本人史上最速でさいたまスーパーアリーナ単独公演を実現した[57]（私立恵比寿中学年忘れ大学芸会2013「エビ中のスター・コンダクター」）[58]。
- 12月26日、瑞季・杏野なつ・鈴木裕乃の3人が、2014年4月15日の日本武道館コンサートをもって転校することが発表された。

#### 2014年
- 1月4日、「3B junior Live Final “俺の藤井” 2014」にて小林歌穂・中山莉子の2人（かほりこ）の転入を発表[59][60]、3月21日の単独コンサート「私立恵比寿中学 Luck To The Future PART2」が2人の初ステージとなった[61]。
- 1月5日、公式ファンクラブ「秘密結社★ブラックタイガー」を発足。
- 4月15日の日本武道館コンサート「私立恵比寿中学合同出発式〜今、君がここにいる〜」をもって、瑞季・杏野なつ・鈴木裕乃が転校。8人体制で再出発した[62]。

### 8人体制
メンバーは、真山りか、安本彩花、廣田あいか、星名美怜、松野莉奈、柏木ひなた、小林歌穂、中山莉子の8人。

#### 2014年
- 4月27日 - 6月15日、ツアー「私立恵比寿中学スプリングソニー・ミュージックレーベルズルーキーツアー2014～生まれ変わりちょうちょうボーンとエトセトラ～」を開催[63][64][65][66]。
- 6月4日、6thシングル『バタフライエフェクト』を発売。
- 8月2日、「エビ中 夏のファミリー遠足 略してファミえん in 山中湖 2014」を開催[67]。
- 9月15日 - 10月12日、ツアー「私立恵比寿中学オータムソニー・ミュージックレーベルズハヌケツアー2014～どうかせんぱちぱちhahahaん～」を開催[68][69]。
- 10月 - 12月、初の主演ドラマ『甲殻不動戦記 ロボサン』がテレビ東京系で放送。
- 11月5日、7thシングル『ハイタテキ!』を発売。主演ドラマ『甲殻不動戦記 ロボサン』のオープニング・テーマ。
- 11月、横浜アリーナと神戸ワールド記念ホールにて私立恵比寿中学 東西大学芸会2014「エビ中のおもちゃビッグガレージ」を開催[70][71]。
- 12月19・21日、有明コロシアムにてクリスマスライブ「エビ中 真冬の北半キュリスマス」「エビ中 真夏の南半キュリスマス」を開催[72][73]。

#### 2015年
- 1月28日、2ndアルバム『金八』（きんぱち）を発売、2月6日にはテレビ朝日系『ミュージックステーション』に初出演し「金八DANCE MUSIC ～MステSPヴァージョン～」を披露[74]。
- 3月、8人全員での主演舞台となるシアターシュリンプ 第一回公演「エクストラショットノンホイップキャラメルプディングマキアート」を上演[75]。
- 3月20日、日清シスコのココナッツサブレ「おかしなイメチェン」キャンペーンに起用（五五七二三二〇）。
- 4月11日 - 6月27日、ツアー「私立恵比寿中学 飛び出せ全十ホールツアー2015～わっくわくはるバルーンGOGO～」を開催[76][77]。
- 6月17日、8thシングル『夏だぜジョニー』を発売。
- 8月22日、「エビ中 夏のファミリー遠足 略してファミえん in 長岡 2015」を開催[78]。
- 9月22日、第1回目の秋田分校となるライブ「私立恵比寿中学秋田分校 はじめての学芸会!」を開催[79]。
- 10月21日、9thシングル『スーパーヒーロー』を発売。
- 12月12日 - 13日、さいたまスーパーアリーナで2days私立恵比寿中学 年忘れ大学芸会2015「エビ中のオールアトラクスター」を開催[80]。
- 12月に柏木ひなたが突発性難聴を発症し、12月19日の大阪での握手会は不参加となり、アルバム『穴空』の発売も延期が発表される[81]。

#### 2016年
- 4月20日、3rdアルバム『穴空』（アナーキー）を発売。
- 4月23日 - 7月2日、ツアー「私立恵比寿中学JapanホールKeikiiiiツアー2016～the snack bar in gakugeeeekai～」を開催[82][83]。
- 8月20日、「エビ中 夏のファミリー遠足 略してファミえん in 富士急 2016」を開催[84]。
- 8月27日、小林歌穂が軽度のバセドウ病を発症。また、ほぼ同時期に先述の「突発性難聴」から復帰した直後の柏木が足を負傷。以降、「私立恵比寿中学 クリスマス大学芸会～エビ中のオーシャンズガイド～」まで、2人は一部パフォーマンスを形式上「離脱」し、着席での歌唱となった（柏木は「突発性難聴」の完全快復も見込んだ措置でもある）。
- 9月21日、10thシングル『まっすぐ』を発売。
- 9月22日 - 11月3日、ツアー「私立恵比寿中学秋ツアー2016～エビ中って現役中学生一人も居ないグループなんだって!～」を開催[85]。
- 11月6日、ベストアルバム『「中卒」〜エビ中のイケイケベスト〜』『「中辛」〜エビ中のワクワクベスト〜』を2タイトル同時発売。
- 12月22日 - 23日、私立恵比寿中学 クリスマス大学芸会2016「エビ中のオーシャンズガイド」を開催[86]。

#### 2017年
- 2月8日、松野莉奈が急死。体調不良のため前日のコンサートを欠席し自宅療養していたが、8日早朝に容態が急変、救急搬送されたものの死亡が確認されたという[87]。調査の結果、死因は致死性不整脈だったことを2月10日に公表[88]。これに伴い、3月4日に開催予定だった越生梅林梅まつり応援大使就任記念トークショーの中止が決定した[89]。
- 4月1日、新学期に伴い、死去した松野莉奈がメンバー一覧から外れる（ただし存命のメンバーによる離脱ではないため「転校」ではなく「卒業」とした）。以降は7人組として再スタートを切ることとなった[90]。
- 4月22日 - 7月16日、ツアー「私立恵比寿中学 IDOL march HALLTOUR 2017～今、君とここにいる～」を開催[91][92]。
- 5月31日、4thアルバム『エビクラシー』を発売。オリコンとBillboardの週間アルバムランキングで初登場1位を獲得する。週間1位はデビュー以来シングル・アルバムを通じて初となる。
- 8月26日、「エビ中 夏のファミリー遠足 略してファミえん in モリコロパーク 2017」を開催[93]。
- 8月31日、廣田あいかが2018年1月3日の公演をもって転校することを発表[94]。
- 9月23日、エビ中 秋風と鈴虫と音楽のしらべ 題して「ちゅうおん」2017（第1回目のちゅうおん）を開催[95]。
- 10月7日 - 11月24日、ツアー「私立恵比寿中学オータムナインツアー2017～エビ中ってなんか説明しづらいけど見とかなきゃ損なグループなんだって!～」を開催[96][97]。
- 11月8日、11thシングル『シンガロン・シンガソン』を発売。

#### 2018年
- 1月3日、日本武道館にて「私立恵比寿中学迎春大学芸会 ～forever aiai～」を開催。この公演をもって廣田あいかがグループから転校した[98]。

### 6人体制
メンバーは、真山りか、安本彩花、星名美怜、柏木ひなた、小林歌穂、中山莉子の6人。

#### 2018年
- 1月4日、日本武道館にて「私立恵比寿中学新春大学芸会 ～ebichu pride～」を開催。6人体制での活動をスタートした[99]。
- 4月21日 - 7月22日、ツアー「私立恵比寿中学 SHAKARIKI SPRING TOUR 2018 ～New, Gakugeeeekai of Learning～（新・学芸会のすヽめ）」を開催[100][101][102]。
- 5月23日に発売された椎名林檎のトリビュートアルバム『アダムとイヴの林檎』にカバー曲「自由へ道連れ」が収録[103]。また、各サブスクリプションサービスで、これまでの楽曲が一斉配信開始となる[104]。
- 6月、渋谷区観光協会から「恵比寿観光大使 ガールズアンバサダー」に任命された[105]。
- 6月6日、12thシングル『でかどんでん』を発売。
- 8月18日 - 19日、夏の野外コンサート「ファミえん」としては初の2日間公演となる「エビ中 夏のファミリー遠足 略してファミえん in 山中湖2018」を開催[106]。
- 9月22日、エビ中 秋空と松虫と音楽のつどい 題して「ちゅうおん」2018を開催[107]。
- 11月3日 - 12月1日、ツアー「私立恵比寿中学秋のツアー2018～9年目、義務教育からの卒業～」を開催[108]。
- 12月23日 - 25日、「私立恵比寿中学 クリスマス大学芸会2018」を3日間開催[109]。
- 12月24日、星名美怜が「クリスマス大学芸会2018～ビターフローズンロール～」のリハーサル中に負傷[注 13][110][111]。2019年2月17日のファンクラブイベントで復帰するまで、ライブなど一部活動を休止していた（ドラマ撮影などは順次再開していた模様）。

#### 2019年
- 3月13日、5thアルバム『MUSiC』を発売[112]。
- 4月1日、新元号「令和」が発表となり、出典が万葉集の「梅花（うめのはな）の歌三十二首」の漢文で書かれた序文と説明されたことで、3rdシングルの主題曲「梅」に大きな注目が集まった[113]。令和に改元された5月1日、私立恵比寿中学Twitter公式アカウントにて、ミュージックビデオ「梅（令和ver.）」を公開した[114]。
- 4月7日 - 6月2日、ツアー「私立恵比寿中学ライブハウスツアー2019 ～Listen to the MUSiC～」を開催[115]。
- 4月7日 - 6月9日、主演テレビドラマ『神ちゅーんず 〜鳴らせ!DTM女子〜』がABCテレビ・テレビ朝日などで放送[116]。
- 6月5日、13thシングル『トレンディガール』を発売。ドラマ『神ちゅーんず 〜鳴らせ!DTM女子～』の主題歌[117]。
- 6月22日、初の主催フェス「MUSiCフェス～私立恵比寿中学開校10周年記念 in 赤レンガ倉庫～」を開催[118]。
- 8月4日、結成10周年記念日に「ROCK IN JAPAN FESTIVAL 2019」出演[119]。
- 8月17日、「エビ中 夏のファミリー遠足 略してファミえん 令和元年 in 山中湖」を開催[120]。
- 9月20日 - 12月8日、ツアー「私立恵比寿中学ようこそ秋冬ホールツアー2019～世界のみなさんおめでとうアイドルって楽しい～」を開催[121][122][123]。
- 10月18日、安本彩花が体調不良のためしばらく活動を休止することが発表された[124]。
- 10月19日、5回目となる秋田分校で佐竹敬久秋田県知事から「あきた美の国ガールズ」に任命された[125]。
- 12月18日、6thアルバム『playlist』を発売。オリコンとBillboardの週間アルバムランキングで2度目となる初登場1位を獲得。
- 12月20日 - 21日、「私立恵比寿中学 バンドのみんなと大学芸会2019 エビ中のフルバッテリー・サラウンド」を開催[126]。
- 12月31日 - 2020年1月1日、初の年越しカウントダウンライブ「私立恵比寿中学 カウントダウン学芸会『ねずみ年の幕開けはエビチュー』」を開催[127]。

#### 2020年
- 1月、2020年東京オリンピック スペシャル応援団員として「がんばれ！ニッポン！全員団結プロジェクト」応援メッセージ動画を公開[128]。
- 3月23日、前年10月から体調不良により休養に入っていた安本彩花が復帰することを発表[129][130]。
- 4月、4年ぶりの主演舞台となる『ボクコネ～ぼくはテクノカットよりコネチカット』を配信[131]。
- 9月19日 - 20日、エビ中 秋麗と轡虫と音楽のこだま 題して「ちゅうおん」2020を開催[132]。
- 10月29日、安本彩花が悪性リンパ腫と診断されたことを公表[133]。治療専念のため休養することを明らかにした[133]。
- 12月18日・26日・27日、「私立恵比寿中学 バンドのみんなと大学芸会2020 エビ中とニューガムラッド」を開催[134][135]。

#### 2021年
- 1月1日、新メンバー募集オーディション開催を発表。2月28日まで募集し、一次、二次、三次審査を経て、5月5日に最終審査発表となる[136]。
- 3月6日 - 4月30日、「私立恵比寿中学 Best at the moment series「6Voices」」を全国5会場6公演開催。
- 4月5日、安本彩花の悪性リンパ腫が寛解と診断されたことを発表した[137]。

### 9人体制
メンバーは、真山りか、安本彩花、星名美怜、柏木ひなた、小林歌穂、中山莉子、桜木心菜、小久保柚乃、風見和香の9人。

#### 2021年
- 5月5日、「私立恵比寿中学メジャーデビュー9周年記念ライブ」（2部制）を配信[138]。第2部で桜木心菜・小久保柚乃・風見和香 （ココユノノカ）の3人が新メンバーとして転入し、新たに9人体制となった[139]。
- 6月6日 - 6月26日、「私立恵比寿中学 Concept Live 〜MOVE〜」を3会場で開催。
- 7月16日に安本彩花が「THE FIRST TAKE」にて休養から復帰[140]。
- 8月18日、アルバム『FAMIEN'21 L.P.』を発売。歴代の「ファミえん」テーマソングや新曲などを収録[141]。
- 8月21日 - 22日、開催中止となったファミえん2021の代替として『#FAMIEN28h』を28時間配信。
- 9月25日 - 26日、「エビ中 秋声と螻蛄と音楽の輝き 題して「ちゅうおん」2021」を開催。(これをもって柏木が年末まで休養に入る)
- 12月27 - 28日、「私立恵比寿中学 大学芸会2021〜Reboot〜」を開催[142][143]。「ちゅうおん」2021の後から一時休養していた[144]柏木ひなたがステージに復帰。

#### 2022年
- 3月23日、7thアルバム『私立恵比寿中学』を発売[145]。
- 4月3日、柏木が12月16日に開催される公演を最後にグループから転校（卒業）することを表明[146][147]。
- 4月29日 - 7月9日、「私立恵比寿中学 10th Anniversary Tour 2022 〜drawer〜」を13会場で開催[注 14]。
- 5月5日、新メンバーオーディションの開催を発表、コンセプトは「未確認中学生X」[23]。
- 7月21日 - 2023年1月31日、「Major Debut 10th Anniversary 2MAN Zepp TOUR「放課後ロッケンロール」」を5会場10公演開催。
- 8月6日 - 7日、「エビ中 夏のファミリー遠足 略してファミえん in 山中湖 2022」を開催。
- 9月21日、メジャーデビュー10周年記念アルバム『中吉』を発売[148]。
- 9月24日 - 25日、「私立恵比寿中学 We sing a popular tune on the stage 題して「ちゅうおん」2022」を開催。
- 10月1日、ニコニコ生配信において、新メンバーとして桜井えま、仲村悠菜（エマユナ）の転入が発表された[149]。
- 10月22日 - 11月28日、柏木ひなたプロデュース公演を4公演開催[150][151][152]。
- 12月16日、「私立恵比寿中学 柏木ひなた卒業式～smile for you～」を開催[153]。この公演をもって柏木ひなたがグループから転校（卒業）した[153]。

### 新10人体制
メンバーは、真山りか、安本彩花、星名美怜、小林歌穂、中山莉子、桜木心菜、小久保柚乃、風見和香、桜井えま、仲村悠菜の10人。

#### 2022年
- 12月17日、「私立恵比寿中学 New style 大学芸会〜run in our ebichu family〜」を開催。新メンバーを含む新10人体制での初公演となった[154]。

#### 2023年
- 4月15日 - 7月16日、ツアー「私立恵比寿中学 spring tour 2023〜100%ebism〜」を開催。
- 5月3日、14thシングル『kyo-do?』を発売。
- 8月5日 - 6日、「エビ中 夏のファミリー遠足 略してファミえん in 山中湖 2023」を開催[155][156]。
- 9月4日 - 5日、「2MAN LIVE 放課後ロッケンロール -HYPER-」を2公演開催[157]。
- 10月7日・22日、オーケストラとダンスミュージックを組み合わせた公演「オケラディスコ」を開催[158]。

#### 2024年
- 1月6日 - 7日、「私立恵比寿中学 新春大学芸会2024〜高く飛ぶ竜と僕らのその先〜」を開催。
- 1月31日、期間限定シングル『トーキョーズ・ウェイ！』を発売[159][注 15]。
- 2月28日、8thアルバム『indigo hour』を発売[160]。
- 4月1日、私立恵比寿中学公式X（旧 Twitter）にて愛称を「エビ中」から「えびちゅう」に変更すると発表[注 16]。公式Xのアカウント名も「私立恵比寿中学（エビ中）」から「私立恵比寿中学（えびちゅう）」に変更された[31]。
- 4月20日 - 7月28日、ツアー「私立恵比寿中学 15th Anniversary Tour 2024 ～the other side of indigo hour～」を開催[161]。
- 4月20日、ツアー「私立恵比寿中学 15th Anniversary Tour 2024 ～the other side of indigo hour～」初日が市川市文化会館 大ホールにて開催された。このライブの中で2025年3月20日に大学芸会がさいたまスーパーアリーナにて行われることが発表された[162]。2025年の大学芸会は2013年、2015年（2days）以来3度目のさいたまスーパーアリーナ公演となる。
- 8月17日 - 18日、「えびちゅう 夏のファミリー遠足 略してファミえん in 山中湖2024」を開催。
- 10月5日、「私立恵比寿中学 仲秋音楽祭 題して『ちゅうおん』2024」を開催。
- 11月16日、あきた芸術劇場ミルハス 『私立恵比寿中学秋田分校FINAL〜フィナーレはいつも笑顔で〜』を開催。これが私立恵比寿中学秋田分校にとって最後のライブになった。
- 11月25日、星名美怜が同日付で私立恵比寿中学との契約が終了したことが星名自身のSNS及び私立恵比寿中学の公式サイトにて報告された[13][163]。また同日付で私立恵比寿中学公式サイトのプロフィール欄及びスターダストプロモーション公式サイトの所属タレント一覧から星名の項目が削除された[164]。
- 11月26日、生配信で9人体制での活動を開始。
- 12月14日、「私立恵比寿中学 クリスマス学芸会2024Twinkle Twinkle ebiiiiiiiiii Star」を開催。公演内容は真山りかが全面プロデュースした[165]。

#### 2025年
- 3月19日、15thシングル『SCHOOL DAYS』を発売。
- 3月20日、10年ぶり3度目となるさいたまスーパーアリーナ公演「私立恵比寿中学 15th Anniversary 大学芸会2025〜LOVE&BRAVE〜」を開催。グループ史上最高動員を更新する[166][167]。
- 3月28日、ABSラジオ「タマリバ」での『あきた美の国ガールズ エビ中のいと恋しあきた』が放送終了。これをもって私立恵比寿中学秋田分校のプロジェクトが10年の歴史に幕を降ろした。
- 3月30日、小林歌穂が同年6月28日をもって私立恵比寿中学を卒業すると発表した[168][169]。
- 5月5日・11日・18日、私立恵比寿中学「小林歌穂プロデュース公演〜私のわがままを聴いておくれミニツアー〜」開催。5日がNHK大阪ホール、11日がNiterra日本特殊陶業市民会館フォレストホール、18日がKanadevia Hallでの開催[170]。
- 6月28日、私立恵比寿中学小林歌穂卒業式「ぽ〜EVER ―消えない落書きー」を幕張メッセイベントホールにて開催[171]。

### 新8人体制

#### 2025年
メンバーは、真山りか、安本彩花、中山莉子、桜木心菜、小久保柚乃、風見和香、桜井えま、仲村悠菜の8人。
- 6月29日、私立恵比寿中学 新体制始業式「GOLDEN EIGHT ―new again―」を幕張メッセイベントホールにて開催[171]。
- 8月16日 - 17日、FAMIEN2025を開催。
- 11月2日 - 3日、「ちゅうおん」を東西ホールツアーとして開催予定。
- 11月20日 - 12月12日、「Road to Kアリーナ「秋の5都市キャラバンツアー」」を開催予定[172]。

#### 2026年
- 1月12日 - グループ最大規模の会場となるKアリーナ横浜にて「新春大学芸会2026」を開催予定[172]。

## 作品
小目次: シングル - 配信シングル - EP - アルバム - ベストアルバム - ライブアルバム - ユニットアルバム - アナログ盤 - 参加作品 - その他の楽曲 - タイアップ - 映像作品 - 劇場版ドキュメンタリー - その他作品

### EP
『FAMIEN'〇〇 e.p.』シリーズは夏の野外ライブ「ファミえん」開催に合わせてリリースされている配信限定EP。

### ライブアルバム
| タイトル                                                        | 発売日         | 規格品番 | 備考 |
| --------------------------------------------------------------- | -------------- | --- | --- |
| エビ中 秋風と鈴虫と音楽のしらべ 題して「ちゅうおん」2017        | 2017年12月23日 | SEC8-18 | 【FC限定、完全生産限定】 |
| FAMIEN'18 IN YAMANAKAKO DAY 1                                   | 2018年10月20日 | SEXX01736B00Z | 【配信限定】 |
| FAMIEN'18 IN YAMANAKAKO DAY 2                                   | 2018年10月20日 | SEXX01738B00Z | 【配信限定】 |
| エビ中 秋空と松虫と音楽のつどい 題して「ちゅうおん」2018        | 2018年11月14日 | SEC8-22 | 【FC限定、完全生産限定】 |
| バンドのみんなと大学芸会2019 エビ中のフルバッテリー・サラウンド | 2020年4月18日  | SEC7-8 | 【完全生産限定盤】 |
| エビ中 秋麗と轡虫と音楽のこだま 題して「ちゅうおん」2020        | 2020年11月25日 | SECL-2641～2642（一般流通盤） SEC8-30～31（FC限定 真山盤） SEC8-32～33（FC限定 安本盤） SEC8-34～35（FC限定 星名盤） SEC8-36～37（FC限定 柏木盤） SEC8-38～39（FC限定 小林盤） SEC8-40～41（FC限定 中山盤）                                                                                              | 最高位 16位（オリコン：週間アルバム） 17位（オリコン：週間 合算アルバム） 14位（ビルボード：Top Album Sales） 18位（ビルボード：Hot Albums） |
| エビ中 秋声と螻蛄と音楽の輝き 題して「ちゅうおん」2021          | 2021年12月22日 | SECL-2730～2732（期間生産限定盤） SEC8-50～51（FC限定 真山盤） SEC8-52～53（FC限定 安本盤） SEC8-54～55（FC限定 星名盤） SEC8-56～57（FC限定 柏木盤） SEC8-58～59（FC限定 小林盤） SEC8-60～61（FC限定 中山盤） SEC8-62～63（FC限定 桜木盤） SEC8-64～65（FC限定 小久保盤） SEC8-66～67（FC限定 風見盤） | 最高位 11位（オリコン：週間アルバム） 12位（オリコン：週間 合算アルバム） 9位（ビルボード：Top Album Sales） 12位（ビルボード：Hot Albums）  |

### ユニットアルバム
全4作とも会場限定（一部通販あり）、完全生産限定。ユニットの詳細は大学芸会#派生ユニットの項を参照。

### その他の楽曲
「五五七二三二〇」名義でリリースしたデジタルシングル
2015年3月からスタートした日清シスコ「ココナッツサブレ」のキャンペーンユニットによるデジタルシングル。「五五七二三二〇」の読みは「ゴー・ゴー・ナナ・ニー・サン・ニー・レー」。
| タイトル | 発売日         | 備考 |
| --- | -------------- | --- |
| 半世紀優等生 | 2015年3月25日  | KenKenプロデュース |
| ポンパラ ペコルナ パピヨッタ                                                                                    | 2015年10月5日  | 9thシングル「スーパーヒーロー」、3rdアルバム「穴空」にも収録 |
| シケラナイ。 | 2016年10月26日 | 五五七二三二〇 with RYO the SKYWALKER 名義。星名・安本のユニット。 （作詞：R.Yamaguchi / 作曲：R.Yamaguchi、ZET_MAN / 編曲：R.Yamaguchi）                            |
| ガラパゴス・ビスケット                                                                                          | 2016年10月26日 | 五五七二三二〇 with U-zhaan 名義。廣田・小林のユニット。 （作詞：U-zhaan、田中直基 / 作曲：U-zhaan / 編曲：U-zhaan、ハヤシベトモノリ（Plus-Tech Squeeze Box））      |
| The Colorful World ～一つあたりたった３０円くらいのお菓子でこんなに仲良くなれるならもっと早くあげればよかった～ | 2016年10月26日 | 五五七二三二〇 with banvox 名義。真山・柏木のユニット。 （作詞：田中直基 / 作・編曲：banvox）                                                                        |
| 小腹にデンデケ。                                                                                                | 2016年10月26日 | 五五七二三二〇 with HIFANA & The Ventures 名義。松野・中山のユニット。 （作詞：田中直基 / 作曲：HIFANA、松司馬拓 / 編曲：HIFANA / ギター、ベース演奏：The Ventures） |
| 四味一体 | 2016年11月7日  | メンバー2人ずつ4組の小ユニットに分かれて制作した4曲を、同時に再生した楽曲。                                                                                          |

Negiccoとのコラボ楽曲
ジョイントライブ「エビネギ」で披露された楽曲。2曲とも作詞・作曲・編曲：connie。いずれもYouTube上にミュージックビデオが公開されているが、音源のCD化や配信リリースは行われていない。
| タイトル                    | 備考 |
| --------------------------- | --- |
| エビネギ・オーライ!         | 2017年1月3日「私立恵比寿中学×Negicco〜当日までには仲良くなろうね〜」、2019年1月28日「エビネギ the FINAL ～二次会と打ち上げの間～」で披露。                                       |
| ベイビィ・エビネギ・ポップ! | 2019年1月24日「エビネギ２ ～バンドで一緒に仲良く演ろうね～」、1月26日「エビネギ３ ～エビネギ１の、ようなもの。」、1月28日「エビネギ the FINAL ～二次会と打ち上げの間～」で披露。 |

未リリースの楽曲
| タイトル                                     | 備考 |
| -------------------------------------------- | --- |
| エビ中のじおじおマーチ                       | 2012年にジオプリントとのコラボ特設サイトでBGMとして使用されていた楽曲。ライブでは未披露。 （作詞・作曲：井上トモノリ／編曲：MEG.ME） |
| 梅（令和 ver.）                              | 3rdシングル表題曲を6人編成で再録したもの。2019年5月に公式ツイッターでMVのショートバージョンが公開。 2020年12月に発売された映像作品『私立恵比寿中学 バンドのみんなと大学芸会2019 エビ中のフルバッテリー・サラウンド』の初回版にMVのフルバージョンが収録されたが、音源は商品化されていない。 |
| ツッパリ High School Rock'n Roll（バイト編） | メンバーがレギュラー出演しているテレビ神奈川「関内デビル」のオープニング・テーマ。（2020年3月〜2022年3月まで使用） 横浜銀蝿の「ツッパリ High School Rock'n Roll（登校編）」をカバーしたもので、「私立恵比寿中学斗横浜銀蝿40th」として横浜銀蝿40thが演奏とコーラスに参加した。 歌詞はさつき が てんこもりがバイト編としてアレンジしている。 2021年12月31日放送の年末スペシャルで横浜銀蝿とのコラボ・スタジオライブが放送されたほか、2022年3月13日に開催された番組イベント『大関内デビル』にてライブで初披露された。 |
| 23回目のサマーナイト 〜2024 低学年ver.〜     | 2020年のファミえんテーマソングを桜木・小久保・風見・桜井・仲村で再録したもの。2024年10月6日にMVがYouTubeにて公開された。 |
| 半分大人になりかけた                         | 『木に梨はなる 真夏の大収穫祭2024 ～みんなのアートミュージック～』と「土曜朝6時 木梨の会。」での共演がきっかけで制作された楽曲。2024年12月23日に開催された『矢吹エージェンシーLIVE #5～伝説をあげよう』にて真山・中山・小久保・風見の4人編成で披露された。 （作詞・作曲：所ジョージ） |

### タイアップ
| 起用年         | 曲名 | タイアップ |
| -------------- | --- | --- |
| 2012年         | 放課後下駄箱ロッケンロールMX | TOKYO MX「エビ中の永遠に中学生（仮）」エンディングテーマ                                                                                                 |
| 2012年         | Go!Go!Here We Go!ロック・リー | テレビ東京系 「ナルトSD ロック・リーの青春フルパワー忍伝」エンディングテーマ                                                                             |
| 2013年         | 手をつなごう | テレビ東京系「ポケットモンスター ベストウイッシュ」エンディングテーマ 劇場版 ポケットモンスター ベストウイッシュ 「ピカチュウとイーブイ☆フレンズ」主題歌 |
| 2013年         | 禁断のカルマ | テレビ東京系ドラマ「ヴァンパイア・ヘヴン」オープニングテーマ                                                                                             |
| 2013年         | サクラ・ゴーラウンド | テレビ東京系アニメ「ポケットモンスター ベストウイッシュシーズン2 エピソードN」エンディングテーマ                                                         |
| 2013年         | Lon de Don | TOKYO MX「エビ中の永遠に中学生(仮)2」エンディングテーマ                                                                                                  |
| 2013年         | 誘惑したいや | サークルKサンクス「エビバディ☆エビ中フェア」CMソング |
| 2013年         | I'm your MANAGER!!! | ポッカサッポロ「がぶ飲み」中高生応援ソング |
| 2013年         | Thanks! Merry Christmas K | サークルKサンクス クリスマスキャンペーンCMソング |
| 2014年         | バタフライエフェクト | フジテレビ系“ノイタミナ”「龍ヶ嬢七々々の埋蔵金」オープニング・テーマ                                                                                     |
| 2014年         | アンコールの恋 | サークルKサンクス「焼きとり100円セール」CMソング |
| 2014年         | ラブリースマイリーベイビー | TOKYO MX「エビ中★グローバル化計画」テーマソング |
| 2014年         | 幸せの貼り紙はいつも背中に | 映画「小川町セレナーデ」主題歌 |
| 2014年         | ハイタテキ! | テレビ東京 ドラマ「甲殻不動戦記 ロボサン」オープニングテーマ                                                                                             |
| 2014年         | ちちんぷい | サークルKサンクス「フライドチキンセール」CMソング |
| 2015年         | テブラデスキー〜青春リバティ〜 | 映画「たまこちゃんとコックボー」主題歌 |
| 2015年         | 半世紀優等生（五五七二三二〇名義） | 日清シスコ「ココナッツサブレ」キャンペーンソング |
| 2015年         | キングオブ学芸会のテーマ〜Nu Skool Teenage Riot〜                                                                                     | BSフジ「エビ中++」オープニングテーマ |
| 2015年         | 夏だぜジョニー | サークルKサンクス「おにぎり100円セール」CMソング |
| 2015年         | 脳漿炸裂ガール | 映画「脳漿炸裂ガール」主題歌 |
| 2015年         | ポンパラ ペコルナ パピヨッタ（五五七二三二〇名義）                                                                                    | 日清シスコ「ココナッツサブレ」キャンペーンソング |
| 2016年         | 春休みモラトリアム中学生 | BSフジ「エビ中++」オープニングテーマ |
| 2016年         | MISSION SURVIVOR | サークルKサンクス「焼き鳥100円セール」CMソング |
| 2016年         | 面皰 | クレアラシルCMソング |
| 2016年         | 全力☆ランナー | 第4回 全国小・中学校リズムダンスふれあいコンクール規定曲                                                                                                 |
| 2016年         | シケラナイ。（五五七二三二〇名義） | 日清シスコ「ココナッツサブレ」キャンペーンソング |
| 2016年         | ガラパゴス・ビスケット（五五七二三二〇名義）                                                                                          | 日清シスコ「ココナッツサブレ」キャンペーンソング |
| 2016年         | The Colorful World ～一つあたりたった３０円くらいのお菓子でこんなに仲良くなれるならもっと早くあげればよかった～（五五七二三二〇名義） | 日清シスコ「ココナッツサブレ」キャンペーンソング |
| 2016年         | 小腹にデンデケ。（五五七二三二〇名義）                                                                                                | 日清シスコ「ココナッツサブレ」キャンペーンソング |
| 2017年         | 感情電車 | リンガーハット CMソング |
| 2017年         | YELL | TOKYO FM「立命館大学 presents リアル頑張ってる途中」テーマソング                                                                                         |
| 2018年         | 日記 | テレビ神奈川系ドラマ「また来てマチ子の、恋はもうたくさんよ」主題歌                                                                                       |
| 2018年         | 響 | 帝京平成大学 CMソング ひかりTV ドラマ「君は放課後、宙を飛ぶ」主題歌                                                                                      |
| 2018年         | BUZZER BEATER | 「Softbank ウィンターカップ2018」公式テーマソング |
| 2019年         | トレンディガール | ABCテレビ・テレビ朝日 ドラマL「神ちゅーんず 〜鳴らせ!DTM女子〜」主題歌                                                                                   |
| 2019年         | あなたのダンスで騒がしい | ABCテレビ・テレビ朝日 ドラマL「神ちゅーんず 〜鳴らせ!DTM女子〜」挿入歌                                                                                   |
| 2019年         | 結ばれた思い | アサヒ飲料「カルピス」ブランド100周年企画「タナバタノオト」タイアップソング                                                                              |
| 2020年         | Sweet of Sweet 〜君に届くまで〜 | クボタ「クボタ LOVE水プロジェクト」テーマソング |
| 2020年〜2022年 | ツッパリ High School Rock'n Roll（バイト編）                                                                                          | テレビ神奈川「関内デビル」オープニング・テーマ |
| 2022年         | Bang Bang Beat | モバイルゲーム『ロードモバイル（Lords Mobile）』テーマソング                                                                                             |
| 2024年         | トーキョーズ・ウェイ! | TVアニメ「マッシュル-MASHLE- 神覚者候補選抜試験編」エンディングテーマ                                                                                    |

### 映像作品
ライブ & ドキュメント
| #                                             | タイトル | 発売日                                        | 規格品番 | 備考 |
| インディーズ（ スタデジ（STARDUST DIGITAL）） | インディーズ（ スタデジ（STARDUST DIGITAL））                                                                       | インディーズ（ スタデジ（STARDUST DIGITAL）） | インディーズ（ スタデジ（STARDUST DIGITAL））                                                                                           | インディーズ（ スタデジ（STARDUST DIGITAL）） |
| --------------------------------------------- | --- | --------------------------------------------- | --- | --- |
| 1                                             | 私立恵比寿中学1stワンマンLIVE                                                                                       | 2012年2月15日                                 | XQJL-2001 (DVD) | |
| メジャー（DefSTAR Records）                   | |                                               | | |
| 1                                             | デフスターウォーズ EBISODE1 〜学芸会の逆襲〜                                                                        | 2012年6月27日                                 | DFBL-7148 (DVD) DFXL-12 (Blu-ray) | |
| 2                                             | 私立恵比寿中学 ファーストコンサート「じゃあ・ベストテン」                                                           | 2012年11月21日                                | DFBL-715〜1 (DVD) DFXL-13 (Blu-ray) | |
| 3                                             | 私立恵比寿中学年忘れ大学芸会「エビ中のジャングル大冒険」                                                            | 2013年3月13日                                 | DFBL-7160〜1（DVD初回生産限定盤） DFBL-7162〜3（DVD通常盤） DFXL-20（Blu-ray初回生産限定盤） DFXL-21（Blu-ray通常盤）                   | |
| 4                                             | 私立恵比寿中学「狂い咲きエビィーロード 〜終わりなき進級〜」                                                         | 2013年7月24日                                 | DFBL-7170〜1 (DVD) DFXL-28 (Blu-ray) | |
| 5                                             | 私立恵比寿中学 スプリングデフスターとんでんツアー2013 ドキュメントムービー「EVERYTHING POINT」                      | 2013年9月27日                                 | DFBL-7172 (DVD) DFXL-29 (Blu-ray) | |
| 6                                             | 私立恵比寿中学「エビ中 夏のファミリー遠足 略してファミえん in 河口湖2013」                                          | 2013年12月4日                                 | DFBL-7173〜4 (DVD) DFXL-30 (Blu-ray) | |
| 7                                             | 私立恵比寿中学 年忘れ大学芸会2013「エビ中のスター・コンダクター」                                                   | 2014年3月5日                                  | DFBL-7181〜2 (DVD) DFXL-37 (Blu-ray) | |
| 8                                             | 私立恵比寿中学合同出発式〜今、君がここにいる〜                                                                      | 2014年8月27日                                 | DFBL-7188〜7189（DVD、通常盤） DFXL-41（Blu-ray、通常盤） DFBL-7183〜7187（DVD、初回生産限定盤） DFXL-38〜40（Blu-ray、初回生産限定盤） | 初回生産限定盤には、小林歌穂・中山莉子の初公演となる 2014年3月21日に行われたグランキューブ大阪公演のLIVE映像、 11人全員での貴重なインタビューを含むLIVEメイキング、 転校するメンバーへサプライズで贈られたこの日限りの メモリアルソング「Dear Dear Dear」のCDを収録（作詞・作曲・編曲：田村歩美） |
| 9                                             | 私立恵比寿中学 スプリングソニー・ミュージックレーベルズルーキーツアー2014 ドキュメントムービー「EVERYTHING POINT2」 | 2014年9月24日                                 | DFBL-7190 (DVD) DFXL-42 (Blu-ray) | |
| 10                                            | 私立恵比寿中学「エビ中 夏のファミリー遠足 略してファミえん in 山中湖 2014」                                         | 2014年12月17日                                | DFBL-7191～2 (DVD) DFXL-43 (Blu-ray) | |
| 11                                            | 私立恵比寿中学 東西大学芸会2014「エビ中のおもちゃビッグガレージ」                                                   | 2015年4月8日                                  | DFBL-7193 (DVD) DFXL-44〜46 (Blu-ray、初回生産限定盤)                                                                                   | 初回生産限定盤には2014年12月19日、21日と 二日間にわたって有明コロシアムで行われた 『エビ中 真冬の北半キュリスマス』 『エビ中 真夏の南半キュリスマス』 のライブ音源CDを収録 |
| メジャー（SME Records）                       | |                                               | | |
| 12                                            | 私立恵比寿中学 「エビ中 夏のファミリー遠足 略してファミえん in 長岡2015」                                           | 2015年12月9日                                 | SEXL-64 (Blu-ray) | |
| 13                                            | 私立恵比寿中学 飛び出せ全十ホールツアー2015 ドキュメントムービー「EVERYTHING POINT3」                               | 2015年12月9日                                 | SEXL-65 (Blu-ray) | |
| 14                                            | 私立恵比寿中学 年忘れ大学芸会2015「エビ中のオールアトラクスター」                                                   | 2016年4月20日                                 | SEXL-76 (Blu-ray) | |
| 15                                            | 私立恵比寿中学 エビ中夏のファミリー遠足略してファミえんin 富士急2016                                                | 2016年12月21日                                | SEXL-81 (Blu-ray) | |
| 16                                            | 私立恵比寿中学 「EVERYTHING POINT4」                                                                                | 2016年12月21日                                | SEXL-82 (Blu-ray) | |
| 17                                            | 私立恵比寿中学 クリスマス大学芸会2016「エビ中のオーシャンズガイド」                                                 | 2017年4月19日                                 | SEXL-97～98 (Blu-ray、初回生産限定盤) SEXL-99 (Blu-ray、通常盤)                                                                         | 初回生産限定盤にはメンバー内ユニット - 「ぷくぷく」 - 「サンカクカニタさん」 - 「平成いそきんトリオ」 のユニットCDを収録 （詳細は下記派生ユニットの項を参照） |
| 18                                            | 私立恵比寿中学 「EVERYTHING POINT 5」                                                                               | 2017年12月6日                                 | SEXL-107～108 (Blu-ray) | DISC2は2017年7月16日に開催されたツアーファイナルのライブ映像を収録 |
| 19                                            | 私立恵比寿中学 エビ中 夏のファミリー遠足 略してファミえん in モリコロパーク 2017                                    | 2018年1月3日                                  | SEXL-112～113 (Blu-ray、初回生産限定盤) SEXL-114 (Blu-ray、通常盤)                                                                      | 初回生産限定盤には2017年9月23日、 秩父ミューズパーク野外ステージで開催された 初の完全生バンドによるワンマンコンサート 「エビ中 秋風と鈴虫と音楽のしらべ 題して『ちゅうおん』2017」より、 60分を超えるボリュームのライヴ映像作品を同時収録                                                         |
| 20                                            | 私立恵比寿中学 大学芸会2018 in 日本武道館                                                                           | 2018年4月18日                                 | SEXL-116～117 (Blu-ray) | DISC1：迎春大学芸会～forever aiai～1月3日 DISC2：新春大学芸会～ebichu pride～1月4日 |
| 21                                            | ここから | 2018年12月19日                                | SEXL-128 (Blu-ray) | ドキュメンタリー「EVERYTHING POINT」シリーズの続編。 春ツアー2018から夏の野外ワンマン「ファミえん」、秋の「ちゅうおん」までを密着。 ナレーションを岡崎体育が担当。 |
| 22                                            | 私立恵比寿中学 エビ中 夏のファミリー遠足 略してファミえん 令和元年 in 山中湖                                        | 2020年8月5日                                  | SEXL-146〜147 (Blu-ray、完全受注生産限定盤) SEXL-148〜149 (Blu-ray、完全受注生産限定盤) SEXL-150 (Blu-ray、通常盤)                      | |
| 23                                            | 私立恵比寿中学 バンドのみんなと大学芸会2019 エビ中のフルバッテリー・サラウンド                                      | 2020年12月16日                                | SEXL-151～154（Blu-ray、初回生産限定盤） SEXL-155（Blu-ray、通常盤）                                                                    | 初回生産限定盤には「バンドのみんなと大学芸会2019 エビ中のフルバッテリー・サラウンド～スペシャル・エディション～」（2CD）と「EPI・CHU・CLIPS～エビ中のエピ注～」（Blu-ray）を収録 |
| 24                                            | エビ中 夏のファミリー遠足 略してファミえん in 山中湖 2022                                                           | 2022年12月14日                                | SEXL-165〜167（Blu-ray、初回生産限定盤） SEXL-168（Blu-ray、通常盤）                                                                    | 初回生産限定盤には「We sing a popular tune on the stage 題して「ちゅうおん」2022」（2CD）を収録 |
| 25                                            | 私立恵比寿中学「柏木ひなた卒業式 & New style 大学芸会」                                                             | 2023年3月29日                                 | SEXL-205～206（Blu-ray、初回仕様通常盤）                                                                                                | DISC1：柏木ひなた卒業式「smile for you」12月16日 DISC2：New style 大学芸会～run in our ebichu family～12月17日 |
| 26                                            | エビ中 夏のファミリー遠足 略してファミえん in 山中湖 2023                                                           | 2023年12月20日                                | SEXL-251〜253（Blu-ray、完全生産限定盤） SEXL-254〜256（Blu-ray、完全生産限定盤） SEXL-257〜258（Blu-ray、通常盤）                      | |
| 27                                            | 私立恵比寿中学 新春大学芸会2024 ～高く飛ぶ竜と僕らのその先～                                                        | 2024年7月3日                                  | SEXL-297〜298（Blu-ray、初回生産限定盤） SEXL-299（Blu-ray、通常盤）                                                                    | |
| 28                                            | えびちゅう 夏のファミリー遠足 略してファミえん in 山中湖2024                                                        | 2024年12月18日                                | SEXL-301〜303（Blu-ray、初回生産限定盤） SEXL-304（Blu-ray、通常盤）                                                                    | 初回生産限定盤DISC3には2024年7月28日に開催されたツアーファイナルのライブ映像を収録 |
| 29                                            | 私立恵比寿中学 15th Anniversary 大学芸会2025〜LOVE&BRAVE〜                                                          | 2025年9月3日                                  | SEXL-327〜328（Blu-ray、初回生産限定盤） SEXL-329（Blu-ray、通常盤）                                                                    | |

ベスト/コンピレーション
| # | タイトル        | 発売日        | 規格品番          |
| - | --------------- | ------------- | ----------------- |
| 1 | ベストヒットEBC | 2015年6月17日 | DFXL-47 (Blu-ray) |

バラエティ
- 「小中高一貫 ももえび学園 私立恵比寿中学の部 其の壱」（ライブ会場限定販売）
- 「小中高一貫 ももえび学園 私立恵比寿中学の部 其の弐」（ライブ会場限定販売）
- 「小中高一貫 ももえび学園 私立恵比寿中学の部 其の参」（ライブ会場限定販売）
- エビ中の永遠に中学生（仮）（DVD/Blu-ray BOXセット、2012年12月12日）
- エビ中の永遠に中学生（仮）2（DVD/Blu-ray BOXセット、2014年2月12日）
- エビ中らんどっ! Vol.1（DVD/Blu-ray、2013年9月27日）
- エビ中らんどっ! Vol.2（DVD/Blu-ray、2013年11月29日）
- エビ中らんどっ! Vol.3（DVD/Blu-ray、2014年1月31日）
- エビ中らんどっ! Vol.4（DVD/Blu-ray、2014年3月28日）
- エビ中☆グローバル化計画 VOL.1（DVD/Blu-ray、2014年6月25日）
- エビ中☆グローバル化計画 VOL.2（DVD/Blu-ray、2014年7月30日）
- エビ中☆グローバル化計画 VOL.3（DVD/Blu-ray、2014年8月27日）
- エビ中☆グローバル化計画 VOL.4（DVD/Blu-ray、2014年9月24日）
- エビ中☆グローバル化計画 VOL.5（DVD/Blu-ray、2014年10月22日）
- エビ中☆グローバル化計画 VOL.6（DVD/Blu-ray、2014年11月19日）
- エビ中☆グローバル化計画 VOL.7（DVD/Blu-ray、2014年12月17日）
- エビ中Hiらんどっ! 無限の自由! ディレクターズカット版 Vol.1（DVD/Blu-ray、2014年9月12日）
- エビ中Hiらんどっ! 無限の自由! ディレクターズカット版 Vol.2（DVD/Blu-ray、2014年11月21日）
- エビ中Hiらんどっ! 無限の自由! ディレクターズカット版 Vol.3（DVD/Blu-ray、2015年1月23日）
- エビ中Hiらんどっ! 無限の自由! ディレクターズカット版 Vol.4（DVD/Blu-ray、2015年3月20日）
- エビ中Hiらんどっ! 無限の自由! ディレクターズカット版 Vol.5（DVD/Blu-ray、2015年4月17日）
- エビ中の天才盆栽中学生(仮)（DVD/Blu-ray BOXセット、2014年9月26日）
- エビ中島！！！～モラトリアムは永遠に…ディレクターズカット版 Vol.1（DVD/Blu-ray、2015年11月27日）
- エビ中島！！！～モラトリアムは永遠に…ディレクターズカット版 Vol.2（DVD/Blu-ray、2015年11月27日）
- エビ中島！！！～モラトリアムは永遠に…ディレクターズカット版 Vol.3（DVD/Blu-ray、2015年11月27日）
- エビ宙！！！！～覚醒の刻…ディレクターズカット版 Vol.1（DVD/Blu-ray、2016年7月22日）
- エビ宙！！！！～覚醒の刻…ディレクターズカット版 Vol.2（DVD/Blu-ray、2016年9月23日）
- エビ宙！！！！～覚醒の刻…ディレクターズカット版 Vol.3（DVD/Blu-ray、2016年11月25日）

ドラマ
- 甲殻不動戦記 ロボサン（DVD/Blu-ray BOXセット、2015年2月20日）
- 君は放課後、宙を飛ぶ（DVD/Blu-ray、2018年11月2日）
- ドラマ『神ちゅーんず ～鳴らせ!DTM女子～ 』（Blu-ray：SDP1915B、2019年11月1日）

舞台
- エクストラショットノンホイップキャラメルプディングマキアート（Blu-ray：BSDP-1062、2015年7月31日）
- シアターシュリンプ第2回公演「ガールズビジネスサテライト」（Blu-ray：BSDP-1082、2016年8月31日）
- 舞台「ボクコネ～ぼくはテクノカットよりコネチカット」（Blu-ray：SDP2006B、2020年6月12日）
- シアターシュリンプ2024『マイスイートリトルラッキーデイ』（Blu-ray：SDP2402B／Mカード：SDP2401G、2024年10月2日）

### 劇場版ドキュメンタリー
近藤キネオ監督による私立恵比寿中学のドキュメンタリーシリーズ「EVERYTHING POINT」（エブリシングポイント）の劇場版。
- EVERYTHING POINT -Limited Edition-（2015年11月28日初公開）
  - 2015年の春ツアーまでの密着素材と、DVD・Blu-rayの未公開シーンなどが加えられた劇場版オリジナル作品
- EVERYTHING POINT -Other Edition-（2018年2月11日初公開）
  - 2017年の春ツアーから2018年の新春大学芸会までを「EVERYTHING POINT 5」未収録シーンも含めて映像化した作品[191]
- EVERYTHING POINT -a new beginning-（2019年3月22日初公開）
  - 2018年の春ツアーから夏の「ファミえん」、秋の「秋田分校」、冬の「クリスマス大学芸会2018」、ファンクラブイベントまでを密着した作品
- EVERYTHING POINT−Parallel Stories−（2024年11月1日初公開）[注 24][192]

### その他作品
- LINEスタンプ「私立恵比寿中学スタンプ 一時間目っ！」（2019年6月5日）[193]

## 主要なライブ
小目次: 大学芸会 - ファミえん - ちゅうおん - 秋田分校 - ツアー - FC限定 - その他
以下のライブシリーズについては、それぞれの記事を参照。
- 大学芸会 - 例年12月-1月頃に大きなワンマンライブ「大学芸会」を開催している。次回は2026年1月12日にKアリーナ横浜公演を開催する。
- ファミえん - 2013年から夏に野外ライブ「夏のファミリー遠足 略してファミえん」を開催している。2025年は8月16 - 17日に開催した。
- ちゅうおん - 2017年から秋に開催している。「ちゅうおん」は通常のライブと異なり、ペンライトの使用やコールは禁止、全席着席指定、ホーンやストリングスを含む生バンドの演奏による野外コンサート。2023年はちゅうおんに代わり「オケラディスコ」を10月に開催した。2025年は東西ホールツアーとして開催する。
- 私立恵比寿中学秋田分校 - 2015年から2024年まで秋に秋田県でイベント型情報発信系コンサート「私立恵比寿中学秋田分校（秋田分校）」を開催していた。2019年の秋田分校では佐竹敬久秋田県知事がサプライズゲストとして登場し、私立恵比寿中学を秋田県公式観光＆文化大使「あきた美の国ガールズ」に任命した。

### ツアー
- 私立恵比寿中学スプリングデフスターツアー2012〜こりゃあ春からエビがいい!〜（2012年3月4日 - 5月20日、のべ17会場 東京・千葉・神奈川・大阪・愛知）[46] - 5月5日にメジャーデビュー
- 私立恵比寿中学 サマーデフスター最強ツアー 2012 〜はじける汗の塩天国〜（2012年7月15日 - 9月23日、17会場 京都・大阪・東京・神奈川・愛知・千葉）[48]
- 私立恵比寿中学「ウィンターデフスター極上ツアー2012-2013 ～KING OF GAKUGEEEEKAI of チュウ of LIFE～」（2012年11月4日 - 2013年1月20日、のべ11会場 千葉・東京・福岡・兵庫・北海道・神奈川）[49][50]
- 私立恵比寿中学 スプリングデフスターとんでんツアー2013 〜チャンスは今だ!幸運期に乗ってよいこらしょ〜（2013年4月21日 - 6月9日、のべ10会場 東京・石川・愛知・神奈川）[52][53]
  - ツアーの様子がドキュメント映像作品「EVERYTHING POINT」に収録されている。
- 私立恵比寿中学オータムデフスターCOMECOMEツアー2013〜 デラックス・ジャム・ジャンボリー・ネオ 〜（2013年9月22日 - 11月17日 5会場10公演 大阪・愛知・東京・北海道・福岡のZepp）[55][56]
- 私立恵比寿中学スプリングソニー・ミュージックレーベルズルーキーツアー2014〜生まれ変わりちょうちょうボーンとエトセトラ〜（2014年4月27日 - 6月15日、10会場 大阪[63]・石川・愛知・東京[64]・愛媛・大分・京都・福岡[65]・宮城・神奈川[66]）
  - 8人体制初のツアー。ツアーの様子がドキュメント映像作品「EVERYTHING POINT2」に収録されている。
- 私立恵比寿中学オータムソニー・ミュージックレーベルズハヌケツアー2014〜どうかせんぱちぱちhahahaん〜（2014年9月15日 - 10月12日、5会場 京都[68]・長崎・秋田[69]・和歌山・愛媛）
- 私立恵比寿中学 飛び出せ全十ホールツアー2015〜わっくわくはるバルーンGOGO〜（2015年4月11日 - 6月27日、のべ13会場 宮城[76]・新潟・千葉・和歌山・愛知・福岡・北海道・広島・東京・大阪・神奈川・東京[77]）
  - ツアーの様子がドキュメント映像作品「EVERYTHING POINT3」に収録されている。
- 私立恵比寿中学JapanホールKeikiiiiツアー2016〜the snack bar in gakugeeeekai〜（2016年4月23日 - 7月2日、15会場 千葉[82]・福岡・愛知・大阪・広島・埼玉・香川・北海道・東京・沖縄・新潟・宮城・神奈川・兵庫・東京[83]）
  - ツアーの様子がドキュメント映像作品「EVERYTHING POINT4」に収録されている。
- 私立恵比寿中学秋ツアー2016〜エビ中って現役中学生一人も居ないグループなんだって！〜（2016年9月22日 - 11月3日、6会場 群馬[85]・静岡・茨城・栃木・鹿児島・長野）
- 私立恵比寿中学 IDOL march HALLTOUR 2017〜今、君とここにいる〜（2017年4月22日 - 7月16日、のべ19会場 東京[91]・新潟・大阪・宮城・愛知・広島・福岡・神奈川・岐阜・静岡・埼玉・北海道・千葉・岩手・沖縄・愛媛・石川・東京[92]）
  - ツアーの様子と7月16日（松野莉奈の誕生日）に開催されたツアーファイナルのライブ映像が、ドキュメント映像作品「EVERYTHING POINT 5」に収録されている。
- 私立恵比寿中学オータムナインツアー2017〜エビ中ってなんか説明しづらいけど見とかなきゃ損なグループなんだって!〜（2017年10月7日 - 11月24日、のべ9会場 茨城[96]・栃木・愛知・大阪・神奈川・群馬・山形・東京[97]）
- 私立恵比寿中学 SHAKARIKI SPRING TOUR 2018 〜New, Gakugeeeekai of Learning〜（新・学芸会のすヽめ）（2018年4月21日 - 7月22日、のべ20会場 山梨[100]・埼玉・東京・愛知・大阪・神奈川・静岡・新潟・岡山・香川・千葉・茨城・宮城・福島・北海道[101]・福岡・沖縄・熊本・東京[102]）
  - ツアーの様子がドキュメント映像作品「ここから」に収録されている。
- 私立恵比寿中学秋のツアー2018〜9年目、義務教育からの卒業〜（2018年11月3日 - 12月1日、6会場 神奈川[108]・兵庫[194]・三重・埼玉・神奈川・福井[195]）
- 私立恵比寿中学ライブハウスツアー2019 〜Listen to the MUSiC〜（2019年4月7日 - 6月2日、10会場 愛知[115]・宮城・福岡・熊本・北海道・大阪[196]・岡山・香川・新潟・長野）
- 私立恵比寿中学ようこそ秋冬ホールツアー2019〜世界のみなさんおめでとうアイドルって楽しい〜（2019年9月20日-12月8日、16会場 東京[121]・愛知・奈良・千葉・埼玉・新潟・大阪・広島・静岡・福岡・宮城・青森・鹿児島・神奈川[122]・群馬・北海道[123]）
- 私立恵比寿中学 Best at the moment series「6Voices」（2021年3月6日 - 4月30日、5会場 宮城[197]・愛知・大阪[198]・福岡・神奈川[199]）
- 私立恵比寿中学 Concept Live 〜MOVE〜（2021年6月6日 - 6月26日、埼玉[200][201]・神奈川・愛知[202]）

### ファンクラブ限定ライブ
- ブラックタイガー会員限定イベント～秘密結社の集い（内緒で来てください）～（2015年2月7日、千葉・幕張メッセ イベントホール）[215]
- 秘密結社★ブラックタイガー会員限定イベント（2016年1月31日、神奈川・パシフィコ横浜 国立大ホール）- 二部制[216]
- エビマニvol.2～あの曲、今どうしてる～（2018年3月2日、東京・中野サンプラザ）
- エビマニvol.3～ベンチ入り出来なかった君へ～（2018年3月2日、東京・中野サンプラザ）
- エビハイvol.1～みんなであがろう～（2018年3月4日、大阪・Zepp Osaka Bayside）
- エビハイvol.2～どこまでもあがろう～（2018年3月4日、大阪・Zepp Osaka Bayside）
- 秘密結社★ブラックタイガー会員限定イベント（2019年2月17日、神奈川・パシフィコ横浜 国立大ホール）- 二部制
- じゃあ・ベストテン2020（2020年2月16日、神奈川・パシフィコ横浜 国立大ホール） - 二部制[217]
- エビ中会員限定ファン感謝デー2021（2021年2月21日、神奈川・パシフィコ横浜 国立大ホール） - 二部制[218]
- エビ中会員限定ファン感謝デー2022（2022年2月12日、神奈川・パシフィコ横浜 国立大ホール） - 二部制[219]
- エビ中会員限定 ファミリーの集い2023（2023年2月12日、神奈川・パシフィコ横浜 国立大ホール）[220]
- ファンクラブ限定イベント「エビ中メンバーの自習」（2024年2月23日、神奈川・パシフィコ横浜 国立大ホール）[221]
- 私立恵比寿中学公式FC「秘密結社★ブラックタイガー」会員限定イベント（2025年10月11日、埼玉・大宮ソニックシティ大ホール）

### その他のライブ
- 私立恵比寿中学1stワンマンLIVE（2011年10月8日、東京・Shibuya O-EAST）[222]
- 私立恵比寿中学～うっかり学芸会～（2012年4月1日、東京・赤坂BLITZ）[45]
- 私立恵比寿中学 ファーストコンサート「じゃあ・ベストテン」（2012年7月1日、東京・日本青年館）[47]
- 私立恵比寿中学「狂い咲きエビィーロード 〜終わりなき進級〜」（2013年3月31日、東京・よみうりランド オープンシアターEAST）[223]
- 中学生もつらいよ ～浪花奮闘編～（2013年4月29日、大阪・大阪城野外音楽堂）[224]
- 私立恵比寿中学 Luck To The Future PART1（2014年3月9日、千葉・幕張メッセ イベントホール）[225]
- 私立恵比寿中学 Luck To The Future PART2（2014年3月21日、大阪・大阪国際会議場 グランキューブ大阪）[61]
  - 新メンバーの小林歌穂と中山莉子にとって初のステージ。合同出発式の映像作品初回限定盤にライブ映像を収録。
- 私立恵比寿中学 合同出発式 ～今、君がここにいる～（2014年4月15日、東京・日本武道館）[62]
  - 瑞季、杏野なつ、鈴木裕乃の3人がこの公演をもって転校。
- エビ中×流れ星 グローバル化計画 SPECIAL☆NIGHT in舞浜（2014年10月18日、千葉・舞浜アンフィシアター）[226]
- エビマニVol.1～逆襲の干され曲～（2014年10月19日、千葉・舞浜アンフィシアター）[227]
- エビ中 真冬の北半キュリスマス（2014年12月19日、東京・有明コロシアム）[72]
- エビ中 真夏の南半キュリスマス（2014年12月21日、東京・有明コロシアム）[73]
  - 2014年12月のクリスマスライブ2公演は一部生バンド編成で行われた。Blu-ray「東西大学芸会2014」初回生産限定盤に、一部ライブ音源がCDとして収録されている。
- ふじいとヨメの七日間戦争「俺のエビ中ライブ」（2015年1月7日、東京・日本青年館）[228]
- ふじいとヨメの七日間戦争「俺のエビしゃちライブ」（2015年1月12日、東京・日本青年館）[229]
- 自習（メンバーによるセルフプロデュース公演シリーズ）
  - 私立恵比寿中学「自習」1時間目（安本彩花プロデュース）、2時間目（星名美怜プロデュース）（2013年8月26日、東京・品川ステラボール）[230]
  - 私立恵比寿中学「自習vol.2」1時間目（真山りかプロデュース）、2時間目（瑞季プロデュース）（2014年2月23日、東京・品川ステラボール）[231]
  - 私立恵比寿中学「自習vol.3」（柏木ひなたプロデュース、2015年10月9日、東京・新木場STUDIO COAST）[232]
  - 私立恵比寿中学「自習vol.4」一時間目（松野莉奈プロデュース）、二時間目（廣田あいかプロデュース）（2015年10月10日、東京・新木場STUDIO COAST）[232]
  - 私立恵比寿中学「自習Vol.6」（小林歌穂プロデュース、2018年3月31日、神奈川・カルッツかわさき）[233]
  - 私立恵比寿中学「自習Vol.7」（中山莉子プロデュース、2018年3月31日、神奈川・カルッツかわさき）[233]
  - （エビ中メンバーの自習）（高学年メンバーと低学年メンバーに分かれてプロデュース、2024年2月23日、神奈川・パシフィコ横浜 国立大ホール） - ファンクラブイベントとして開催（廣田あいか見学）
- エビネギ（Negiccoとのジョイントライブ）
  - 新春特別公演 私立恵比寿中学×Negicco～当日までには仲良くなろうね～（2017年1月3日、埼玉・大宮ソニックシティ 大ホール）[234]
  - エビネギ2～バンドで一緒に仲良く演ろうね～（2019年1月24日、東京・Zepp Tokyo）[235]
  - エビネギ3～エビネギ1の、ようなもの。～（2019年1月26日、新潟・新潟県民会館 大ホール）[236]
  - エビネギ the FINAL～二次会と打ち上げのあいだ～（2019年1月28日、東京・Zepp Tokyo）[237]
- エビ展の前夜祭 ～開校10周年をお祝いする夜～ presented by ナタリー（2019年4月16日、東京・ヒューリックホール東京）[238]
- 合同合唱コンクール（2019年5月、東京・Zepp DiverCity TOKYO）
  - 5月20日「私立恵比寿中学と打首獄門中学合同合唱コンクール」（ゲスト：打首獄門同好会）[239][240]
  - 5月22日「私立恵比寿中学とでんぱ組中学合同合唱コンクール」（ゲスト：でんぱ組.inc）[241]
  - 5月23日「私立恵比寿中学とフレンズ中学合同合唱コンクール」（ゲスト：フレンズ）[242]
- MUSiCフェス～私立恵比寿中学開校10周年記念 in 赤レンガ倉庫～（2019年6月22日、神奈川・横浜赤レンガパーク特設会場）[118][243][244]
  - 出演アーティスト：フジファブリック、ゲスの極み乙女。、岡崎体育、吉澤嘉代子、ももいろクローバーZ、POLYSICS、SUSHIBOYS、魔法少女になり隊、ニューロティカ、HERE、桜エビ～ず
  - 6thアルバム「playlist」（初回生産限定盤B）にエビ中LIVE映像が収録
- 私立恵比寿中学10周年記念ライブ 史上最大の修学旅行 in トルコ（2019年7月13日、トルコ共和国・アスペンドス古代遺跡）[245]
- カウントダウン学芸会「ねずみ年の幕開けはエビチュー」（2019年12月31日、神奈川・パシフィコ横浜 国立大ホール）[127]
- 私立恵比寿中学オンライン学芸会〜all of our playlist〜（2020年8月16日配信）[246]
- 私立恵比寿中学メジャーデビュー9周年記念ライブ（2021年5月5日配信、2部制）[138]
  - 1部「エビの踊り食い produced by 安本彩花」[247]
  - 2部「初夏のエビ増量キャンペーン」（新メンバー3人を発表）[248]
- 私立恵比寿中学 柏木ひなた卒業式「smile for you」（2022年12月16日、千葉・幕張メッセ イベントホール） - 柏木ひなたの卒業公演（転校）[249]
- 私立恵比寿中学 2MAN LIVE「放課後ロッケンロール -HYPER-」（2023年9月、Zepp Haneda（TOKYO）） - 9月4日のゲスト：梅田サイファー、9月5日のゲスト：礼賛
- オケラディスコ2023（2023年10月7日：パシフィコ横浜 国立大ホール、10月22日：東京国際フォーラム ホールA）
- 私立恵比寿中学 TAIBAN LIVE「放課後ロッケンロール -HYPER-」（2024年9月、Zepp Haneda（TOKYO））- 9月26日のゲスト：edhiii boi／SARUKANI、9月27日のゲスト：さらば青春の光
- 私立恵比寿中学 クリスマス学芸会2024Twinkle Twinkle ebiiiiiiiiii Star（2024年12月14日、東京・J:COMホール八王子）
- 私立恵比寿中学 小林歌穂卒業式「ぽ〜EVER ―消えない落書きー」（2025年6月28日、千葉・幕張メッセイベントホール）
- 私立恵比寿中学 新体制始業式「GOLDEN EIGHT ―new again―」（2025年6月29日、千葉・幕張メッセイベントホール）

## 出演
小目次: レギュラー出演中 - テレビ - ネット配信 - ラジオ - ドラマ - 映画 - CM - 舞台 - イベント - その他出演
全ての出演・掲載の一覧は 公式サイトの時間割 を参照
メンバー複数名が出演したもののみ記載。個人での出演のは各メンバーの項目を参照
STAR PLANET（旧 STARDUST PLANET）に所属するグループが交替で出演する番組はSTAR PLANETを参照

### レギュラー出演中
テレビ
テレビ神奈川『関内デビル』（毎週月曜 - 金曜 23:00 - 23:30） - メンバー1人が週替わりで出演
MBS『岩井 狩野 えびちゅうの推しかるちゃー』（毎月最終火曜 深夜25:29 - 25:59）
ラジオ
文化放送『私立恵比寿中学 放送部』（毎週水曜 21:00 - 21:30）
MBSラジオ『えびちゅう☆なんやねん』（毎週木曜 深夜26:00 - 26:30）
ラジオNIKKEI第1『私立恵比寿中学のマネ部!』（毎週月曜 18:45 - 19:00）
ネット配信
SHOWROOM『エビ中の愉快でhumhumhum♪なSHOWROOM』（月1回配信）
YouTube『『関内デビル』水曜20時の素材』（毎週水曜配信）- メンバー1人が週替わりで出演

### テレビ
小目次: ゲスト出演（歌番組 バラエティ 情報番組 スポーツ中継） - レギュラー番組／冠番組

### ラジオ
レギュラー番組／冠番組
- エビ中課外授業inシモキタ（2010年10月21日 - 2011年3月31日、下北FM）
- リアル頑張ってる途中 （2016年7月1日 - 2019年9月24日、TOKYO FM） - メインパーソナリティ 廣田→安本
- リアル頑張ってる途中neo エビ中のニューノーマルを駆け抜けろ（2020年9月8日 - 2024年2月13日、note） - インターネットラジオ（有料放送）
- タマリバ（2020年4月 - 2025年3月、秋田放送、月1回出演） - コーナー「あきた美の国ガールズ エビ中のいと恋しあきた」にメンバーが月替わりで出演
- 私立恵比寿中学 放送部（2013年4月7日 - 、文化放送）- メインパーソナリティ 真山
- えびちゅう☆なんやねん（2013年10月1日 - 、MBSラジオ） - メインパーソナリティ 柏木→桜木
- 私立恵比寿中学のマネ部!（2021年10月18日 - 、ラジオNIKKEI第1、毎週月曜 18:45 - 19:00）

### ドラマ
- NTTコミュニケーションズ PROJECT SHOW-A to B「極貧家族戦隊エビセン」（2012年9月、全6話）
- ヴァンパイア・ヘヴン（2014年4月 - 7月、テレビ東京）
- 甲殻不動戦記 ロボサン（2014年10月 ‐ 12月、テレビ東京）
- ウレロ☆シリーズ『ウレロ☆無限大少女』第9話（2016年3月4日、テレビ東京） - 全話で次回予告に声のみ出演
- 君は放課後、宙を飛ぶ（2018年8月 - 9月、全12話、ひかりTV、dTV）[273]
- ドラマL『神ちゅーんず 〜鳴らせ!DTM女子〜』（2019年4月 - 6月9日、朝日放送テレビ）

### 映画
- なんなら君と遠くまで（2012年3月24日） - 鈴木裕乃、松野莉奈、柏木ひなた
- ジョーカーゲーム 脱出（2013年8月17日） - 大野真希 役（鈴木裕乃）、島本紀子 役（松野莉奈）

### CM
- サイクルモードインターナショナル2011 ※瑞季、宮崎、星名、鈴木、松野のみ出演
- JSBC スノーボード超アウトレットバーゲン
- ジオプリント ジオプリ島とインクの妖精たち
- ポッカサッポロ がぶ飲み
- サークルKサンクス（現・ファミリーマート）[274][275]
- クレアラシル（2016年）[276]
- 日本生命「セ・パ交流戦2016」（2016年）
  - 始球式 プロ野球『日本生命セ・パ交流開幕戦』埼玉西武ライオンズ対横浜DeNAベイスターズ（2016年5月31日、埼玉・西武プリンスドーム）[277]
- 紀文食品「魚河岸あげ」（2016年）
- リンガーハット「冷やしちゃんぽん」（2016年）「長崎ちゃんぽん」（2017年）[278]
- 帝京平成大学（2018年）
BGMに「響」が使用されている
- スポナビ プロ野球速報アプリ （2018年）
  - 2018年ヤクルトバージョンにメンバーが出演
  - 柏木は2018 - 2020年まで全編でナレーションを担当

### 舞台
- 恵比寿リトル歌劇団 オールスタンディングミュージカル「イースタン・サブカル物語」（2012年6月）[279]
- エビ中文化祭 ～恵比寿リトル歌劇団、ふたたび～（2013年6月、ミュージカル）[280]
- シアターシュリンプ 第一回公演「エクストラショットノンホイップキャラメルプディングマキアート」（2015年、脚本・演出：土屋亮一）[75]
- シアターシュリンプ 第二回公演 「ガールズビジネスサテライト」（2016年、脚本・演出：土屋亮一）[281]
- 私立恵比寿中学 主演舞台「ボクコネ～ぼくはテクノカットよりコネチカット」（2020年4月配信、作・演出：高羽彩）[131]
- シアターシュリンプ2024「マイスイートリトルラッキーデイ」（2024年3月、脚本・演出：土屋亮一）[282]

### イベント
小目次: 2010年 - 2011年 - 2012年 - 2013年 - 2014年 - 2015年 - 2016年 - 2017年 - 2018年 - 2019年 - 2020年 - 2021年 - 2022年 - 2023年 - 2024年
2010年
- スタ☆フェスvol.008（2010年2月14日）
- スタ☆フェスvol.009（2010年2月14日）
- スタ☆フェス vol.010〜エビ50%増量記念ライブ 〜やれることは やりました 2010 in ISHiMARU 7F〜（2010年5月22日）
- TOKYO IDOL FESTIVAL 2010 @Shinagawa（2010年8月7日 - 8日、品川ステラボール・よしもとプリンスシアター・品川プリンスホテル周辺施設）
- 下北FMアイドル祭り（2010年9月18日、新宿・STUDIO Dee）

2011年
- 次世代アイドルお台場サミット in MEGA WEB エビフェスvol.4 supported by HMV（2011年6月26日、MEGA WEB トヨタシティショウケース）
- GIRLS♥GIRLS♥GIRLS 第2回ライブイベント Second Kiss!!（2011年7月30日、Shibuya duo MUSIC EXCHANGE）
- TOKYO IDOL FESTIVAL 2011 Eco & Smile（2011年8月27日 - 28日、お台場特設会場（フジテレビ湾岸スタジオ））
- @JAM2011（2011年11月3日、新木場 STUDIO COAST）

2012年
- 3MAN LIVE「西向く侍」supported by HMV（2012年5月31日、赤坂BLITZ）
- 指原莉乃プロデュース『第一回ゆび祭り〜アイドル臨時総会〜』（2012年6月25日、日本武道館）
- めざましライブ2012（2012年7月27日、お台場合衆国）
- GIRLS' FACTORY 12（2012年7月29日、Zepp DiverCity）
- TOKYO IDOL FESTIVAL 2012（2012年8月4日、お台場特設会場）
- 日本縦断アイドル乱舞2012（2012年8月2日仙台darwin、8日福岡DRUM Be-1、10日名古屋CLUB QUATTRO、21日札幌ペニーレーン、24 - 23日東京SHIBUYA-AX）
- NBC創立60周年記念「クローバーEXPO」（2012年9月29日、長崎県稲佐山特設ステージ）

2013年
- めざましライブ2013（2013年8月6日、お台場合衆国）
- 氣志團万博2013 房総爆音梁山泊（2013年9月15日、袖ヶ浦海浜公園特設ステージ）
- イナズマロックフェス2013（2013年9月21日、滋賀県烏丸半島芝生広場）

2014年
- 3B junior Live Final “俺の藤井” 2014（2014年1月4日、群馬・グリーンドーム前橋）[283]
  - Blu-ray/DVD「3Bjunior LIVE FINAL 俺の藤井 2014」（2014年4月23日発売、SDMB-0102 / SDMD-0111）に収録。
  - 終演後にチーム大王イカから小林歌穂・中山莉子の転入を発表。
- ニコニコ超会議3（2014年4月26日、千葉・幕張メッセ）[284]
- 極東ロックンロール・ハイスクール 第弐章（2014年6月26日、Zepp tokyo）[285][286][287]
- めざましライブ2014（2014年7月22日、東京・お台場）[288]
- GIRLS' FACTORY 14（2014年8月19日、東京・国立代々木競技場第一体育館）[289]
- 氣志團万博2014（2014年9月13日、千葉・袖ケ浦海浜公園）[290]
- イナズマロック フェス 2014（2014年9月14日、滋賀・烏丸半島芝生広場）[291]
- サークルKサンクス ハロウィン新商品発表 ハロウィンだよ!全員着用～!!“ハロウィンパーティミニライブ”（2014年10月13日、東京・インターシティホール）[292]

2015年
- KAWAII POP FES by@JAM×J-GIRL POP WAVE vol.4（2015年1月25日、台湾）[293]
- ニコニコ超会議2015（2015年4月26日、幕張メッセ）[294][295]
- YATSUI FESTIVAL! 2015（2015年6月20日、21日）[296][297]
- JOIN ALIVE 2015（2015年7月19日、北海道・いわみざわ公園）
- めざましライブ（2015年7月28日、東京・お台場）[298]
- GIRLS' FACTORY 15（2015年8月3日、東京・国立代々木競技場第一体育館）
- 坂崎幸之助のももいろフォーク村デラックス 第50夜（2015年8月5日、東京・国立代々木競技場第一体育館）[299]
- @JAM EXPO 2015（2015年8月29日、神奈川・横浜アリーナ）[300]
- ゴッドタン マジ歌ライブ in 東京国際フォーラム～9年目の本気がここにある～（2015年9月17日、東京・東京国際フォーラム ホールA）[301]
- 氣志團万博2015 ～房総!抗争!天下無双!妄想!狂騒!大暴走!～ Presented by シミズオクト（2015年9月20日、千葉・袖ケ浦海浜公園）[302]
- TOWER RECORDS presents Bowline 2015 curated by クリープハイプ & TOWER RECORDS（2015年9月27日、千葉・幕張メッセ）
- ユニコーン EBI50祭 海老乃大漁祭（2015年10月2-3日、神奈川・パシフィコ横浜国立大ホール）[303][304]
- めざましテレビ presents T-SPOOK（2015年10月25日、東京・ODAIBA HALLOWEEN PARK）

2016年
- 俺の藤井 2016 in さいたまスーパーアリーナ ～Tynamite!!～「第1回 ワンデイワールドリーグ戦（2016年1月8日、さいたまスーパーアリーナ）[305]
- 俺の藤井 2016 in さいたまスーパーアリーナ ～Tynamite!!～「やっぱりライブ！スタフェス～2016～」（2016年1月9日、さいたまスーパーアリーナ）[306]
  - Blu-ray「俺の藤井 2016 in さいたまスーパーアリーナ～Tynamite!!～」（2016年5月25日発売、ZXRB-3010 / ZXRB-3012 / ZXRB-3014）に収録。
- uP!!! presents MUSIC SHOWER チュートリアルの徳ダネ福キタル♪ SPECIAL LIVE Vol.2（2016年2月20日、東京・豊洲PIT）[307]
- ニコニコ超会議2016（2016年4月29日、幕張メッセ）[308]
- a-nation island「GIRLS' FACTORY16」（2016年7月31日、東京・国立代々木競技場第一体育館）
- めざましライブ（2016年8月9日、東京・みんなの夢大陸 GOLD SUMMER スタジアム）[309]
- NO FEAR FESTIVAL 2016（2016年8月28日、台湾・台中市）
- 氣志團万博2016 ～房総ロックンロール・チャンピオン・カーニバル～ Presented by シミズオクト（2016年9月18日、千葉・袖ヶ浦海浜公園）[310]
- @JAM×ナタリー EXPO 2016（2016年9月24日、千葉・幕張メッセ）[311]
- めざましテレビ presents T-SPOOK ～TOKYO HALLOWEEN PARTY～ 2016（2016年10月29日、東京・お台場）[312]

2017年
- めざましライブ（2017年7月25日、東京・みんなの夢大陸 スマイルランド HOT SUMMERスタジアム）[313]
- TOKYO IDOL FESTIVAL 2017（2017年8月4日、東京・お台場 青海周辺エリア）[314]
- ももクロ 夏のバカ騒ぎ 2017 SIF（しがこうげんアイドルフェスティバル）（2017年8月5日、東京・味の素スタジアム 隣接エリア「ヤジスタ」）
- TOKYO FM「リアル頑張ってる途中」番組一周年記念公開収録＆新曲「YELL」初披露しちゃいますミニライブ（2017年8月6日、大阪・立命館大学大阪いばらきキャンパス）
- @JAM EXPO 2017（2017年8月27日、神奈川・横浜アリーナ）[315]
- HMV presents BULLET TRAIN 5th Anniversary Special「超フェス」（2017年8月30日、東京・チームスマイル・豊洲PIT、超特急との対バン）[316][317]
- エビ中と一緒に考えよう!公開コピーライター養成講座（2017年8月31日、東京ミッドタウン） - 安本・柏木・小林・中山が出演
- PIA 45th ANNIVERSARY MUSIC COMPLEX 2017（2017年9月9日、東京・若洲公園）
- 日本海老協会「海老の日祭り」（2017年9月16日、築地場外市場「築地魚河岸」海幸橋棟3階イベント会場） - 2017年 ベストシニア大賞 「海老特別部門」受賞[318]
- シミズオクト Presents 氣志團万博2017 ～房総与太郎爆音マシマシ、ロックンロールチョモランマ～（2017年9月16日、千葉・袖ケ浦海浜公園）[319]
- TOKUFUKU LIVE Connect! Vol.2（2017年10月13日、東京・新木場STUDIO COAST、BiSHとの対バン）[320]
- 武蔵野の森総合スポーツプラザ オープニングイベント（2017年11月25日、東京・武蔵野の森総合スポーツプラザ）
- rockin'on presents COUNTDOWN JAPAN 17/18（2017年12月28日、千葉・幕張メッセ）

2018年
- ハイテンションフェス2018（2018年5月15日、東京・TSUTAYA O-EAST、HERE結成10周年）[321]
- ホノルル駅伝＆音楽フェス2018「EXPO＆音楽フェス」（2018年5月19日、ハワイ・ホノルル市）
- マジ歌ライブ2018 in 横浜アリーナ～今夜一発いくかい?～（2018年5月31日、神奈川・横浜アリーナ）
- LOVE in Action Meeting（LIVE）（2018年6月12日、東京・東京国際フォーラム ホールC）[322][323]
- 夏S 2018 ももクロトリビュート～みんなで10周年をお祝いしちゃうぞ!～（2018年7月28日、埼玉・メットライフドーム）[324]
- TOKYO IDOL FESTIVAL 2018（2018年8月3日、東京・お台場 青海周辺エリア）[325]
- ホットフィールド2018（2018年8月4日、富山・黒部市宮野運動公園）
- ROCK IN JAPAN FESTIVAL 2018（2018年8月12日、茨城・国営ひたち海浜公園）[326]
- @JAM EXPO 2018（2018年8月26日、神奈川・横浜アリーナ）[327]
- 平成30年度 四星中学校文化祭（2018年9月23日、徳島・旧佐那河内中学校跡地）
- SUNNY TRAIN REVUE～テレビがフェス作っちゃいました～（2018年9月29日、愛知・蒲郡ラグーナビーチ）[328]
- アッパレ オレたち ゴチャ祭〜ナガシマスパーランドからやってまーす〜（2018年11月10日、三重・ナガシマスパーランド）
- rockin'on presents COUNTDOWN JAPAN 18/19（2018年12月30日、千葉・幕張メッセ）[329]

2019年
- エビ展 〜永遠に中学生の彼女たち〜 presented by ナタリー（展示会、2019年4月）[330]
- HMV presents『DISH// やる気マンマン2マンLIVE』～富士山、 富士急から見るか?山中湖から見るか?今日はマウントポジションとりいくよ!～（2019年7月5日、東京・チームスマイル・豊洲PIT）[331][332]
- ROCK IN JAPAN FESTIVAL 2019（2019年8月4日、茨城・国営ひたち海浜公園、結成10周年記念日）[119]
- Family Live 2019 @舞浜アンフィシアター 横山だいすけ×小林よしひさ（2019年8月24 - 26日、千葉・舞浜アンフィシアター）
- シミズオクト Presents 氣志團万博2019 ～房総ロックンロール最高びんびん物語～（2019年9月15日、千葉・袖ケ浦海浜公園）[333][334]
- 渋谷音楽祭2019（2019年10月20日、渋谷センター街）[335]
- アイドルライブ2019～初めての学園祭!未確認明大生X～（2019年11月3日、明治大学和泉キャンパス）[336]
- 第40回法桜祭　後夜祭　supported  by　UtaTen!（2019年11月4日、日本大学神田三崎町キャンパス）[337]
- EXPERIENCE VOL.1（2019年11月21日、千葉・幕張イベントホール）[338]
- タワーレコード40周年 Pop'n アイドル04（2019年11月27日、東京・TSUTAYA O-EAST）[339]
- rockin'on presents COUNTDOWN JAPAN 19/20（2019年12月29日、千葉・幕張メッセ）[340]
- 第3回 ももいろ歌合戦（2019年12月31日、神奈川・横浜アリーナ）

2020年
- 「ミューコミプラス」 presents スタプラアイドルフェスティバル〜今宵、シンデレラが決まる〜（2020年1月19日、神奈川・横浜アリーナ）[341][342]
- ONLINE YATSUI FESTIVAL! 2020（2020年6月21日配信）[343]
- ライブナタリー オンライン『遠足を止めるな！今年はおうちでファミえんトーク』（2020年8月24日配信）[344]
- ＠JAM ONLINE FESTIVAL 2020（2020年8月29日配信）[345]
- TOKYO IDOL FESTIVAL オンライン 2020（2020年10月3日配信）
- Family Dream Live 2020 とどけみんなのおうちFrom舞浜アンフィシアター（2020年11月29日、千葉・舞浜アンフィシアター）
- 第4回 ももいろ歌合戦（2020年12月31日）

2021年
- Dive/Connect @ Zepp Online（2021年3月2日配信）
- YATSUI FESTIVAL! 2021（2021年6月19日、東京・TSUTAYA O-EAST）
- NUMBER SHOT 2021（2021年7月18日、福岡・福岡PayPayドーム）
- 横浜ダンスパラダイス2021（2021年7月23日、神奈川・クイーンズスクエア横浜 1F クイーンズサークル）
- @JAM EXPO 2020-2021（2021年8月29日、神奈川・横浜アリーナ）[346]
- TOKYO IDOL FESTIVAL 2021（2021年10月2日、東京・お台場 青海周辺エリア）[347]
- 「ミューコミVR」 presents スタプラアイドルフェスティバル〜今宵、2人目のシンデレラが決まる〜（2021年10月30日、神奈川・横浜アリーナ）
- 第5回 ももいろ歌合戦（2021年12月31日、日本武道館）

2022年
- tvk開局50周年プレイベント「大関内デビル」（2022年3月13日、神奈川・神奈川県民ホール 大ホール）[348][349][350]
- Space for your Smile〜空から笑顔を届けるプロジェクト〜（2022年3月19日）- 真山・安本・小久保が出演[351][352]
- IDOL SQUARE（2022年4月24日、東京・大手町三井ホール）[353] - フジテレビの音楽番組「Tune」と連動したライブイベント
- Da-iCE TWO MAN LIVE TOUR 2022 -REVERSi-（2022年5月7日、宮城・仙台サンプラザホール）
- ハマフェスY163 Live STADIUM presented by Tresen＆関内デビル（2022年5月29日、横浜スタジアム）[354]
- PassCode Presents VERSUS PASSCODE 2022（2022年6月21日、東京・豊洲PIT）[355][356]
- 私立恵比寿中学×ナタリー「もっとエビ展 〜9 colors nude〜」（展示会、2022年8月19日 - 9月4日：東京、9月16日 - 10月2日：大阪）[357]
- IDOL SQUARE Summer Festival 2022 in日比谷野音（2022年8月20日、東京・日比谷野外大音楽堂）
- 氣志團万博2022 〜房総魂〜（2022年9月18日、千葉・袖ケ浦海浜公園）[358]
- tvk・ぴあ50th anniversary LIVE 2022〜感謝のカタチ〜（2022年10月29日、神奈川・ぴあアリーナMM）
- 第74回生駒祭チャリティーコンサート『私立恵比寿中学と生駒祭 ～近大・ライオット～』（2022年11月3日、大阪・近畿大学東大阪キャンパス）
- 第6回 ももいろ歌合戦（2022年12月31日、日本武道館）

2023年
- スタプラアイドルフェスティバル〜今宵、シンデレラグループが決まる〜powered by スタプラアイドルラジオ（2023年1月14日、神奈川・横浜アリーナ）
- 52OSAKA 〜Girls Castle〜（2023年2月19日、大阪・大阪城ホール）
- 大関内デビル（2023年3月21日、神奈川・神奈川県民ホール 大ホール）[359]
- 瀬戸内アイドルフェスティバル（2023年3月26日、広島・エールエールA館）
- 2023 Friday Night Fever（2023年6月30日、東京・東京ドーム）
- LuckyFes 2023（2023年7月17日、茨城・国営ひたち海浜公園）
- SUMMER STATION 音楽LIVE（2023年8月10日、東京・六本木ヒルズアリーナ）
- フジテレビ「お台場冒険王 SUMMER SPLASH！ めざましライブ」（2023年8月25日、東京・お台場）
- @JAM EXPO 2023 supported by UP-T（2023年8月26日、神奈川・横浜アリーナ）
- VAZ COLORZ SHOW 2023 powered by SHEIN（2023年8月28日、大阪・Zepp Osaka Bayside）
- Japan Fiesta EX 2023（2023年10月14日、ニュージーランド・クライストチャーチ リカルトンパーク）
- スタプラアイドルフェスティバル 〜秋の新曲収穫祭〜（2023年10月29日、神奈川・横浜アリーナ）
- 中央大学 多摩キャンパス 白門祭（2023年11月3日・東京・中央大学 多摩キャンパス内9号館クレセントホール）
- IDOL SQUARE 5 （2023年11月5日、東京・豊洲PIT）
- 第7回 ももいろ歌合戦（2023年12月31日、神奈川・横浜アリーナ）

2024年
- 大関内デビル（2024年3月31日、神奈川・神奈川県民ホール 大ホール）
- LuckyFes 2024（2024年7月13日、茨城・国営ひたち海浜公園）
- TOKYO IDOL FESTIVAL 2024（2024年8月3日、東京・お台場 青海周辺エリア）
- 秋田CARAVAN MUSIC FES 2024（2024年9月22日、秋田・二ツ井中央公園）

### その他出演
- 日清シスコ「ココナッツサブレ」 - イメージキャラクター（2015年 - ）[360]
- 立命館大学入試広報課 平成29年度アンバサダー（広報大使）（2017年度）[361]
- 恵比寿の観光マップ「恵比寿MAP」（2019年4月、渋谷区観光協会）[362]
- 2020年東京オリンピック「がんばれ!ニッポン!全員団結プロジェクト」スペシャル応援団員 応援メッセージ動画（2020年）[128]
- DAMチャンネル（2020年1月、2022年3月、DAM）
  - 2020年1月は真山・中山が出演[363]。22年3月は安本・星名・柏木・桜木が出演[364]。
- クボタ LOVE水プロジェクト「Sweet of Sweet～君に届くまで～」（2020年、作曲：ヒャダイン、作詞：ラブ・ウォ太郎、振付：air:man）[365]
- THE FIRST TAKE（2021年7月16日公開「なないろ」[366]、7月28日公開「ジャンプ」[367]）[368][369]
- SCRAP オンラインリアル脱出ゲーム「ガラスの靴は100万回盗まれる」[370]
- adidas Originals MACARON PACK・RAINBOW PACK（2022年） - メインビジュアル[371]
- 私立恵比寿中学×ラウンドワン コラボキャンペーン（2022年）
- 私立恵比寿中学 頂上決戦 supported by ロードモバイル（2022年）[372]
- 1000回放送記念 プリキュアダンスコラボ（2024年5月27日公開「わんだふるぷりきゅあ！evolution!!」）[373]
- 日本海老協会 名誉海老大使（2024年）[374]

## 書籍

### 写真集
3B junior名義（旧3B junior）
- 3Bjunior BOOK 2010 winter （東京ニュース通信社、2009年12月） ISBN 978-4-86336-077-8
- 3Bjunior BOOK 2010 Summer （東京ニュース通信社、2010年8月） ISBN 978-4-86336-102-7
- 3Bjunior BOOK 2011 Summer （東京ニュース通信社、2011年8月） ISBN 978-4-86336-157-7
- 3Bjunior BOOK 2012 winter （東京ニュース通信社、2012年11月） ISBN 978-4-86336-275-8
- 3Bjunior BOOK 2013 summer 〜school life〜 （東京ニュース通信社、2013年7月） ISBN 978-4-86336-328-1
- 3Bjunior BOOK 2014 summer 〜3Bjuniorの夏休み〜 （東京ニュース通信社、2014年7月） ISBN 978-4-86336-416-5

私立恵比寿中学単独
- 私立恵比寿中学 思い出アルバム 林間学校編 （東京ニュース通信社、2013年10月） ISBN 978-4-86336-346-5
- 私立恵比寿中学 思い出アルバム 2014 in 沖縄 海浜学校編 （東京ニュース通信社、2014年10月） ISBN 978-4-86336-429-5
- 私立恵比寿中学 EbiTour 2015 in 香港 エビ中の世界制服ツアー （東京ニュース通信社、2015年11月） ISBN 978-4-86336-512-4
- 私立恵比寿中学 EbiTour 2016 in guam エビ中探検隊の秘境ツアー （東京ニュース通信社、2016年11月） ISBN 978-4-86336-610-7
- 私立恵比寿中学修学旅行 （小学館、2017年1月） ISBN 978-4-09-682226-5
- 私立恵比寿中学「EbiTour 2017 in ベトナム〜なないろのアオザイで世界遺産ツアー〜」 （東京ニュース通信社、2017年9月） ISBN 978-4-86336-679-4
- 私立恵比寿中学「EbiTour in タイ～微笑みの国で大爆笑ツアー～」（東京ニュース通信社、2019年3月）ISBN 978-4-86336-906-1
- 渋谷区写真集「SHIBUYA-KU」（SHIBUYA TSUTAYA、制作協力：一般財団法人 渋谷区観光協会／AOI Pro、2019年9月18日）
- 私立恵比寿中学「EbiTour in 沖縄〜シーサーの国で、たのシーサー〜」 （東京ニュース通信社、2023年4月3日）
- 私立恵比寿中学 低学年メンバー OFFICIAL PHOTOBOOK（ワニブックス、2024年5月9日）
- 私立恵比寿中学 さいたまスーパーアリーナ公演 ライブレポートフォトブック「LOVE&BRAVE」（STARDUST PROMOTION, INC.、2025年5月28日）

### その他書籍
- 私立恵比寿中学 HISTORY 幸せの貼り紙はいつもどこかに（東京ニュース通信社、2019年9月19日）[375]
- DIVE INTO EBICHU MUSIC 〜私立恵比寿中学の素晴らしき音楽の世界〜（白夜書房、2022年6月10日）[376]
- DAYS 私立恵比寿中学　2019-2025 story ハッピーエンドとこれから（白夜書房、2025年3月21日）[377]

#### 連載
- B.L.T.「もっともっとも～っと走れっ!!」（東京ニュース通信社、2013年11月号 - 2014年1月号）
- B.L.T.「A.B-.Club〜エビ倶楽部〜」（東京ニュース通信社、2014年2月号 - 2023年7月号）
- 月刊ENTAME（エンタメ）「私立恵比寿中学 サブカルの奥のほそ道」（徳間書店、2017年7月号 - 2024年5月号）
- BUBKA「短期集中連載：Never Ending Ebi Story」（白夜書房、2021年3月号 - 9月号）
- BUBKA「短期集中連載：EBICHU STORY 2019-2025」[注 33]（白夜書房、2024年9月号 - 2025年6月号）

## 用語
- えびちゅう（エビ中） - 私立恵比寿中学の愛称。なお、「私立恵比寿中学校」は誤表記である。ながらく愛称として「エビ中」が定着していたが、2024年4月1日に公式愛称が「エビ中」から「えびちゅう」に変更された[32][注 16]。
- 永遠に中学生 - 私立恵比寿中学のコンセプト。楽曲「永遠に中学生」は2012年のアルバム「エビ中の絶盤ベスト〜おわらない青春〜」等に収録。
- 中学〇年生 - 「永遠に中学生」というコンセプトのため、「中学4年生」「中学5年生」「中学6年生」「中学7年生」…と中学生のまま進級していく。
  - 2024年7月時点の学年は、真山：中16（中学16年生）、安本：中14、中山：中12、桜木：中7、小久保：中6、風見・桜井・仲村：中5である。
  - 新生児：マイナス13年生（楽曲「熟女になっても feat. SUSHIBOYS」の歌詞より[378]）、18歳（新成人）になる年度（4月 - 3月）：中6（中学6年生）、20歳（旧成人年齢）になる年度：中8、22歳になる年度：中10。
- えびちゅう（エビ中）ファミリー/ファミリー - 私立恵比寿中学のファン。
- 学芸会 - 「King of 学芸会」を自称する私立恵比寿中学のライブ。特に大きなライブは「大学芸会」となる。
- ebiture - ライブのオープニングで流れる出囃子。「どしゃぶりリグレット」を長調にしたものがベースとなっている。「♪私立恵比寿中学 父兄の皆様 お待たせしました ご起立ください ただいまより 私立恵比寿中学 学芸会を 上演致します！」から始まる。
- 自己紹介 - はじめの挨拶は「朝のチャイムがなりました！ 私たち、私立恵比寿中学（略してえびちゅう(エビ中)）です！」であり、終わりのお別れの挨拶は「ごきげんよう」である。
- えびちゅう（エビ中）ポーズ - えびちゅう(エビ中)の決めポーズ。右手でピースをつくり、頭の上に斜めにつける。左手は腰にあてる[379]。
- 転校・転入 - メンバーの脱退は「転校」（卒業）、メンバーの加入は「転入」と称す。
- 秘密結社★ブラックタイガー - 私立恵比寿中学公式ファンクラブ（2014年1月5日発足）[380]。
- 校長 - 私立恵比寿中学チーフマネージャーの愛称。結成後の極短い期間に初代女性マネージャーが付いた後、2010年から藤井ユーイチ（藤井校長）が2代目として長く担当してしていた[381]。藤井のスターダストプロモーション退社に伴い、2024年10月1日より3代目校長（チーフマネージャー）としてシガロンが就任した[382]。
- かりそめ先生 - 長く私立恵比寿中学のA&Rを担当していた石崎裕士（SDR）の愛称。2024年9月30日をもって私立恵比寿中学担当A&Rから外れた。
- 国語の先生 - 近藤キネオの愛称。ドキュメンタリー「EVERYTHING POINT」シリーズの監督やライブ演出を担当する。
- 音楽主任教師 - 私立恵比寿中学の楽曲を提供している前山田健一（ヒャダイン）の愛称[383]。私立恵比寿中学初期の楽曲を多く担当していた。
- 理事長 - 藤下リョウジ（スターダストプロモーション代表取締役副社長）の愛称。私立恵比寿中学の命名者。
- 職員会議 - 不定期に開催される私立恵比寿中学のスタッフが出演するイベント。藤井ユーイチ、石崎裕士、近藤キネオが裏話・逸話を披露したり、ファンの質問に答える。
- 出席番号 - 加入順を基本にして設定された番号。自己紹介などでは「出席番号3番、真山りか」のように名乗る。3：真山、5：安本、12：中山、13：桜木、14：小久保、15：風見、16：桜井、17：仲村となっている。
- メンバーカラー - メンバーのイメージカラー。 真山■紫、安本■緑、中山■水色、桜木■赤、小久保■ライトグリーン、風見□白、桜井■ハニーオレンジ、仲村■ミルクティーとなっている。なお公式のペンライトには青色が搭載されているものがあるが、それぞれグループ全体を応援する場合（いわゆる"箱推し"）に使われている。
- 各メンバーの愛称
  - 真山りか：まやま、りかちゃん、まやさん
  - 安本彩花：あやか、やす、あやちゃん、やっさん
  - 中山莉子：りったん
  - 桜木心菜：ここたん、ここちゃん、花道[384]
  - 小久保柚乃：ゆのぴ
  - 風見和香：ののかまる[385]
  - 桜井えま：えまち、えま
  - 仲村悠菜：仲村さん[386]、ゆなちゃん
  - 2021年に転入した3人（桜木心菜・小久保柚乃・風見和香）の愛称は「ココユノノカ」[387]
  - 2022年に転入した2人（桜井えま・仲村悠菜）の愛称は「えまゆな」
- 各メンバーの自己紹介
  - 安本「お待たせしました（まってました!）盛り上げますよ。いきますよ。それそれそれそれ（それそれそれそれ！）アゲアゲアゲアゲ（アゲアゲアゲアゲ!）よっし!（よっし!）トマト大好きリコピン少女、出席番号5番、安本彩花です!」
  - 桜木「花は?（さくらぎ!）女は?（ここな!）エビ中のヘソ出しマーメイド、出席番号13番、桜木心菜です!」
  - 中山「莉子三三七拍子いくぞー！（オー!）タンタンタン！（オイ!）タンタンタン！（オイ!）タンタンタンタンタン（りったん!）タンタンタン！（オイ!）タンタンタン！（オイ!）みんなで一緒に（エイエイオー!）さそり座の中学生、出席番号12番、中山莉子です！」
  - 小久保「Hello！I'm a Junior High School Student！You know？（I know!）You know！（I know!）マイペースが好きです。出席番号14番、小久保柚乃です!」
  - 仲村「みなさんこれから私が何を言っても『ヤー!』と言ってください！（ヤー!） エビ中で元気になりましょう！（ヤー!） ペンライトいっぱい振りましょう!（ヤー!） 今日は最後まで一緒に楽しみましょう！（ヤー!） 純情博多っ子、出席番号17番、仲村悠菜です!」
  - 風見「のんのん（ののか!）のんのん（ののか!）のんのん（ののか！ まるー!） 風に吹かれる白い雲になりたい、出席番号15番、風見和香です！」
  - 桜井「私が合図を出したら一番の笑顔を見せてください！せーのっ!（ニコー!） 反抗期はありません。笑顔でいればなんでもできる、出席番号16番、桜井えまです!」[154]
  - 真山「上から〜読んでも〜（まやまー!）下から〜読んでも〜（まやまー!）エビ中のハイテンションガール↑、出席番号3番、真山りかです!」「今日も一緒に、がんばり〜（まやまー!）」
- 高学年メンバー - 2020年以前から在籍する3人（真山・安本・中山）の呼称。高学年メンバーユニット曲「Hello another world」が8thアルバム『indigo hour』に収録されている[注 34]。なお、TOKYO IDOL FESTIVAL 2024出演時のユニット名は私立恵比寿中学（姉）という名義になっていた[388][注 35]。
- 低学年メンバー - 2021年以降に転入した5人（桜木・小久保・風見・桜井・仲村）の呼称。2023年に私立恵比寿中学 低学年メンバーフリーイベント「武者修行フリーライブ」を全国5都市で開催した[389]。低学年メンバーユニット曲「STAY POP」が8thアルバム『indigo hour』に収録されている。『私立恵比寿中学 低学年メンバー OFFICIAL PHOTOBOOK』（ワニブックス、2024年5月9日 ISBN 978-4-8470-8552-9）がある。なお、TOKYO IDOL FESTIVAL 2024出演時のユニット名は私立恵比寿中学（妹）という名義になっていた[388]。
- ボイストレーナーは西山恵美子[390][391]、振り付け・ダンスの指導は主に續いくえ[392]が担当する。

## 派生ユニット
| ユニット名 (出席番号)             | メンバー   | 楽曲                                                            | 主な披露公演        |
| --------------------------------- | ---------- | --------------------------------------------------------------- | ------------------- |
| ナツリカ (4,3)                    | 杏野なつ   | これでいいのだ!                                                 | 2012 1stコンサート  |
| ナツリカ (4,3)                    | 真山りか   | これでいいのだ!                                                 | 2012 1stコンサート  |
| フリンデルガール (1,7,8)          | 瑞季       | 神さまの言うとおり                                              | 2012 1stコンサート  |
| フリンデルガール (1,7,8)          | 星名美怜   | 神さまの言うとおり                                              | 2012 1stコンサート  |
| フリンデルガール (1,7,8)          | 鈴木裕乃   | 神さまの言うとおり                                              | 2012 1stコンサート  |
| トリオ・ザ・インフルエンザ (9,10) | 松野莉奈   | 一生 一緒 いいっしょ? そろそろくるぞ                            | 2012 1stコンサート  |
| トリオ・ザ・インフルエンザ (9,10) | 柏木ひなた | 一生 一緒 いいっしょ? そろそろくるぞ                            | 2012 1stコンサート  |
| トリオ・ザ・インフルエンザ (9,10) | DJタミフル | 一生 一緒 いいっしょ? そろそろくるぞ                            | 2012 1stコンサート  |
| crossover (1,6)                   | 瑞季       | Kindness                                                        | 2012 大学芸会       |
| crossover (1,6)                   | 廣田あいか | Kindness                                                        | 2012 大学芸会       |
| 鈴木さん安本さん (8,5)            | 鈴木裕乃   | たそがれシアター                                                | 2012 大学芸会       |
| 鈴木さん安本さん (8,5)            | 安本彩花   | たそがれシアター                                                | 2012 大学芸会       |
| スターナッツ (7,4)                | 星名美怜   | for you                                                         | 2012 大学芸会       |
| スターナッツ (7,4)                | 杏野なつ   | for you                                                         | 2012 大学芸会       |
| くっつきブンブン (5,6,9,10)       | 安本彩花   | いつかのメイドインジャピャ〜ン                                  | 2013 大学芸会       |
| くっつきブンブン (5,6,9,10)       | 廣田あいか | いつかのメイドインジャピャ〜ン                                  | 2013 大学芸会       |
| くっつきブンブン (5,6,9,10)       | 松野莉奈   | いつかのメイドインジャピャ〜ン                                  | 2013 大学芸会       |
| くっつきブンブン (5,6,9,10)       | 柏木ひなた | いつかのメイドインジャピャ〜ン                                  | 2013 大学芸会       |
| おりじねぇたぁ (1,3)              | 瑞季       | アタリメ                                                        | 2013 大学芸会       |
| おりじねぇたぁ (1,3)              | 真山りか   | アタリメ                                                        | 2013 大学芸会       |
| Postgirls (4,8)                   | 杏野なつ   | 友情ラブレター                                                  | 2013 大学芸会       |
| Postgirls (4,8)                   | 鈴木裕乃   | 友情ラブレター                                                  | 2013 大学芸会       |
| ひなたでまつの (10,9)             | 柏木ひなた | 盆栽ガール                                                      | 2014 天才盆栽中学生 |
| ひなたでまつの (10,9)             | 松野莉奈   | 盆栽ガール                                                      | 2014 天才盆栽中学生 |
| Micro Mix Mountain (11,3)         | 小林歌穂   | 宇宙（スペース）戦争宣戦布告                                    | 2015 大学芸会       |
| Micro Mix Mountain (11,3)         | 真山りか   | 宇宙（スペース）戦争宣戦布告                                    | 2015 大学芸会       |
| 元祖トータルスロットル (5,7)      | 安本彩花   | sky is the limit                                                | 2015 大学芸会       |
| 元祖トータルスロットル (5,7)      | 星名美怜   | sky is the limit                                                | 2015 大学芸会       |
| おひたし (6,10)                   | 廣田あいか | 光年の愛                                                        | 2015 大学芸会       |
| おひたし (6,10)                   | 柏木ひなた | 光年の愛                                                        | 2015 大学芸会       |
| 狂騒と緊迫 (9,12)                 | 松野莉奈   | アパレルダーV                                                   | 2015 大学芸会       |
| 狂騒と緊迫 (9,12)                 | 中山莉子   | アパレルダーV                                                   | 2015 大学芸会       |
| ぷくぷく (3,5,9)                  | 真山りか   | 新大陸                                                          | 2016 大学芸会       |
| ぷくぷく (3,5,9)                  | 安本彩花   | 新大陸                                                          | 2016 大学芸会       |
| ぷくぷく (3,5,9)                  | 松野莉奈   | 新大陸                                                          | 2016 大学芸会       |
| サンカクカニタさん (6,7)          | 廣田あいか | んでなークリスマス                                              | 2016 大学芸会       |
| サンカクカニタさん (6,7)          | 星名美怜   | んでなークリスマス                                              | 2016 大学芸会       |
| 平成いそきんトリオ (10,11,12)     | 柏木ひなた | たまげた恋のエルニーニョ                                        | 2016 大学芸会       |
| 平成いそきんトリオ (10,11,12)     | 小林歌穂   | たまげた恋のエルニーニョ                                        | 2016 大学芸会       |
| 平成いそきんトリオ (10,11,12)     | 中山莉子   | たまげた恋のエルニーニョ                                        | 2016 大学芸会       |
| (5,10)                            | 安本彩花   | 中目黒の冬風・・・NAMIDA b.l.a.c.k_h.O.l.e リフレインが、ずっと | 2018 大学芸会       |
| (5,10)                            | 柏木ひなた | 中目黒の冬風・・・NAMIDA b.l.a.c.k_h.O.l.e リフレインが、ずっと | 2018 大学芸会       |
| (3,7)                             | 真山りか   | 中目黒の冬風・・・NAMIDA b.l.a.c.k_h.O.l.e リフレインが、ずっと | 2018 大学芸会       |
| (3,7)                             | 星名美怜   | 中目黒の冬風・・・NAMIDA b.l.a.c.k_h.O.l.e リフレインが、ずっと | 2018 大学芸会       |
| (11,12)                           | 小林歌穂   | 中目黒の冬風・・・NAMIDA b.l.a.c.k_h.O.l.e リフレインが、ずっと | 2018 大学芸会       |
| (11,12)                           | 中山莉子   | 中目黒の冬風・・・NAMIDA b.l.a.c.k_h.O.l.e リフレインが、ずっと | 2018 大学芸会       |
| 高学年メンバー (3,5,7,11,12)      | 真山りか   | Hello another world                                             | 2024 大学芸会       |
| 高学年メンバー (3,5,7,11,12)      | 安本彩花   | Hello another world                                             | 2024 大学芸会       |
| 高学年メンバー (3,5,7,11,12)      | 星名美怜   | Hello another world                                             | 2024 大学芸会       |
| 高学年メンバー (3,5,7,11,12)      | 小林歌穂   | Hello another world                                             | 2024 大学芸会       |
| 高学年メンバー (3,5,7,11,12)      | 中山莉子   | Hello another world                                             | 2024 大学芸会       |
| 低学年メンバー (13,14,15,16,17)   | 桜木心菜   | STAY POP                                                        | 2024 大学芸会       |
| 低学年メンバー (13,14,15,16,17)   | 小久保柚乃 | STAY POP                                                        | 2024 大学芸会       |
| 低学年メンバー (13,14,15,16,17)   | 風見和香   | STAY POP                                                        | 2024 大学芸会       |
| 低学年メンバー (13,14,15,16,17)   | 桜井えま   | STAY POP                                                        | 2024 大学芸会       |
| 低学年メンバー (13,14,15,16,17)   | 仲村悠菜   | STAY POP                                                        | 2024 大学芸会       |
| (3,5)                             | 真山りか   | 明日                                                            | 2025 大学芸会       |
| (3,5)                             | 安本彩花   | 明日                                                            | 2025 大学芸会       |
| (11,12)                           | 小林歌穂   | 君のそーゆーとこ                                                | 2025 大学芸会       |
| (11,12)                           | 中山莉子   | 君のそーゆーとこ                                                | 2025 大学芸会       |
| (13,14,15)                        | 桜木心菜   | 王様の耳はパンの耳                                              | 2025 大学芸会       |
| (13,14,15)                        | 小久保柚乃 | 王様の耳はパンの耳                                              | 2025 大学芸会       |
| (13,14,15)                        | 風見和香   | 王様の耳はパンの耳                                              | 2025 大学芸会       |
| (16,17)                           | 桜井えま   | すたーてぃん                                                    | 2025 大学芸会       |
| (16,17)                           | 仲村悠菜   | すたーてぃん                                                    | 2025 大学芸会       |